# Ataques de 11 de setembro de 2001
Os ataques ou atentados terroristas de 11 de setembro de 2001 (às vezes, referido apenas como 11 de Setembro ou 9/11) foram uma série de ataques suicidas contra os Estados Unidos coordenados pela organização fundamentalista islâmica Al-Qaeda em 11 de setembro de 2001. Na manhã daquele dia, dezenove terroristas sequestraram quatro aviões comerciais de passageiros. Os sequestradores colidiram intencionalmente dois dos aviões contra as Torres Gêmeas do complexo empresarial do World Trade Center, na cidade de Nova Iorque, matando todos a bordo e muitas das pessoas que trabalhavam nos edifícios. Ambos os prédios desmoronaram duas horas após os impactos, destruindo edifícios vizinhos e causando vários outros danos. O terceiro avião de passageiros colidiu contra o Pentágono, a sede do Departamento de Defesa dos Estados Unidos, no Condado de Arlington, Virgínia, nos arredores de Washington, D.C.. O quarto avião caiu em um campo aberto próximo de Shanksville, na Pensilvânia, depois de alguns de seus passageiros e tripulantes terem tentado retomar o controle da aeronave dos sequestradores, que a tinham reencaminhado na direção da capital norte-americana. Não houve sobreviventes em qualquer um dos voos.
Quase três mil pessoas morreram durante os ataques, incluindo os 227 civis e os 19 sequestradores a bordo dos aviões. A esmagadora maioria das vítimas eram civis, incluindo cidadãos de mais de 70 países. Além disso, há pelo menos um óbito secundário — uma pessoa foi descartada da contagem por um médico legista, pois teria sido morta por uma doença pulmonar devido à exposição à poeira do colapso do World Trade Center.
Os Estados Unidos responderam aos ataques com o lançamento da Guerra ao Terror: o país invadiu o Afeganistão para derrubar o Talibã, que abrigou os terroristas da Al-Qaeda. Os norte-americanos também aprovaram o USA PATRIOT Act, um decreto assinado por George W. Bush em 26 de outubro. Muitos outros países também reforçaram a sua legislação antiterrorismo e ampliaram os poderes de aplicação da lei. Algumas bolsas de valores estadunidenses ficaram fechadas no resto da semana seguinte ao ataque e registraram enormes prejuízos ao reabrir, especialmente nas indústrias aérea e de seguro. O desaparecimento de bilhões de dólares em escritórios destruídos causou sérios danos à economia de Lower Manhattan, em Nova Iorque.
Os danos no Pentágono foram reparados em um ano, e o Memorial do Pentágono foi construído ao lado do prédio. O processo de reconstrução foi iniciado no local do World Trade Center. Em 2006, uma nova torre de escritórios foi concluída no local, o World Trade Center 7. A torre One World Trade Center, construída no local, é um dos arranha-céus mais altos da América do Norte, com 541 metros de altura. Mais três edifícios estão previstos para serem construídos no local das antigas Torres Gêmeas, além de um memorial às vítimas dos ataques já concluído. O Memorial Nacional do Voo 93 começou a ser construído em 8 de novembro de 2009 e a primeira fase de construção foi concluída no 10.º aniversário dos atentados de 11 de setembro, em 2011.

## Ataques
No início da manhã de 11 de setembro de 2001, 19 sequestradores assumiram o controle de quatro aviões comerciais (dois Boeing 757 e dois Boeing 767) em rota para a Califórnia (três com destino ao Aeroporto Internacional de Los Angeles e um com destino ao Aeroporto Internacional de São Francisco), após decolar de Boston, Massachusetts; Newark, Nova Jérsei e Washington, D.C.. Aviões grandes com longos voos foram intencionalmente escolhidos para o sequestro porque seriam fortemente impulsionados.
Os quatro voos foram:
- Voo 11 da American Airlines: deixou o Aeroporto de Boston às 07h59min com rota para Los Angeles e uma tripulação de 11 membros e outros 76 passageiros, não incluindo os cinco sequestradores. Os terroristas colidiram o avião contra a Torre Norte do World Trade Center às 08h46min;
- Voo 175 da United Airlines: deixou o Aeroporto de Boston às 08h14min em rota para Los Angeles com uma tripulação de nove membros e 51 passageiros, sem incluir os cinco sequestradores. Os terroristas colidiram o avião contra a Torre Sul do World Trade Center às 09h03min;
- Voo 77 da American Airlines: deixou o Aeroporto Internacional Washington Dulles, na Virgínia, às 08h20min em rota para Los Angeles com uma tripulação de seis membros e outros 53 passageiros, não incluindo cinco sequestradores. Os terroristas colidiram o avião contra o Pentágono às 09h37min;
- Voo 93 da United Airlines: deixou o Aeroporto Internacional de Newark às 08h42min em rota para São Francisco, com uma tripulação de sete membros e outros 33 passageiros, não incluindo os quatro sequestradores. Depois que os passageiros se rebelaram, os terroristas derrubaram o avião no chão, perto de Shanksville, na Pensilvânia, às 10h03min.

A cobertura da imprensa foi intensa durante os ataques e suas consequências, a começar momentos após a primeira colisão no World Trade Center.

### Eventos

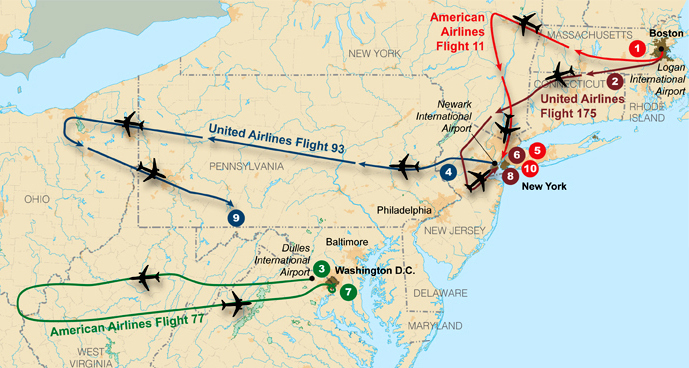
As trajetórias de voo dos quatro aviões sequestrados usados nos ataques terroristas de 11 de setembro de 2001

Às 08h46min, o Voo 11 da American Airlines atingiu a Torre Norte do World Trade Center, seguido pelo Voo 175 da United Airlines, que atingiu a Torre Sul às 09h03.
Outro grupo de sequestradores do Voo 77 da American Airlines atingiu o Pentágono às 9h37min. Um quarto voo, o Voo 93 da United Airlines, caiu em uma área rural perto de Shanksville, na Pensilvânia, às 10h03min, depois de os passageiros terem tentado retomar o controle do avião dos sequestradores. Acredita-se que a meta final dos sequestradores seria o Capitólio (sede do Congresso dos Estados Unidos) ou a Casa Branca.
Em setembro de 2002, em uma entrevista realizada para o documentarista Yosri Fouda, um jornalista da Al Jazeera, Khalid Sheikh Mohammed, junto a Ramzi Binalshibh, afirmou que o quarto avião sequestrado estava se dirigindo para o Capitólio dos Estados Unidos e não para a Casa Branca. Eles ainda afirmaram que a al-Qaeda inicialmente tinha planejado fazer com que os aviões sequestrados atingissem instalações nucleares em vez das torres do World Trade Center e o Pentágono, mas foi decidido não atacar as centrais nucleares "por ora" por causa de temores de que os ataques poderiam "sair de controle".
Durante o sequestro dos aviões, os terroristas usaram armas brancas para esfaquear e matar os pilotos das aeronaves, os comissários de voo e os passageiros. Relatórios feitos com as chamadas telefônicas vindas dos avião indicaram que facas foram usadas pelos sequestradores para ferir atendentes e, em ao menos um caso, um passageiro, durante dois dos sequestros. Alguns passageiros foram capazes de fazer ligações, usando o serviço de telefone da cabine e celulares, e fornecer detalhes, inclusive de que vários dos sequestradores que estavam a bordo de cada avião tinham usado sprays químicos contra a tripulação, como gás lacrimogêneo ou spray de pimenta, e que algumas pessoas a bordo tinha sido esfaqueadas.
A Comissão do 11 de Setembro estabeleceu que dois dos sequestradores tinham comprado recentemente ferramentas manuais multi-funções da marca Leatherman. Uma aeromoça do voo 11, um passageiro do voo 175 e os passageiros do voo 93 mencionaram que os sequestradores tinham bombas, mas um dos passageiros também mencionou que achava que as bombas eram falsas. Nenhum vestígio de explosivos foram encontrados nos locais dos incidentes e a Comissão do 11/09 concluiu que as bombas eram provavelmente falsas.

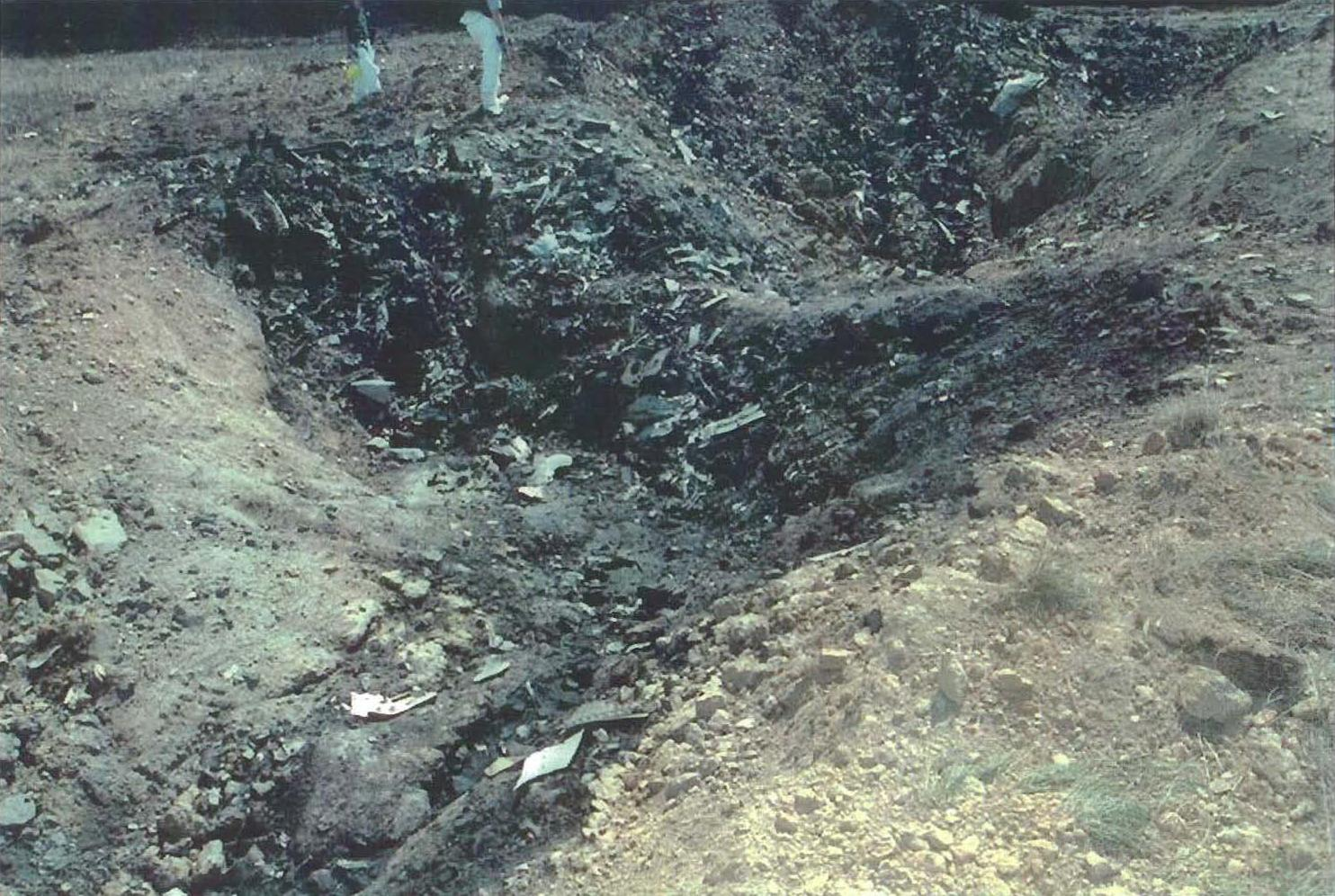
Cratera causada pelo impacto do Voo United Airlines 93 em Shanksville, Pensilvânia.

No Voo 93 da United Airlines as gravações da caixa preta revelaram que a tripulação e os passageiros tentaram assumir o controle do avião dos sequestradores depois de ficarem sabendo, através de chamadas telefônicas, que outros aviões sequestrados foram jogados contra edifícios na manhã daquele dia. De acordo com a transcrição das gravações do voo 93, um dos sequestradores deu a ordem para alterar a rota do avião, uma vez que tinha ficado evidente que eles iriam perder o controle do avião para os passageiros. Logo depois a aeronave caiu em um campo perto de Shanksville, Condado de Somerset, Pensilvânia, às 10h03min, hora local (14h03min11s UTC). Khalid Sheikh Mohammed, o organizador dos atentados, mencionou em uma entrevista de 2002 com Yosri Fouda que o alvo do Voo 93 era o Capitólio dos Estados Unidos, que foi dado o nome-código "Faculdade de Direito".
Três dos prédios do Complexo do World Trade Center desmoronaram devido a uma falha estrutural, no dia do ataque. A Torre Sul (WTC 2) caiu às 9h59, após queimar por 56 minutos em um incêndio causado pelo impacto de Voo 175 da United Airlines. A Torre Norte (WTC 1) desmoronou às 10h28min, após queimar por aproximadamente 102 minutos. Quando a Torre Norte desabou, os escombros caíram próximo à World Trade Center 7 (WTC 7), danificando o edifício e iniciando um incêndio. Estes incêndios queimaram durante horas e comprometeram a integridade estrutural do edifício, levando-o ao colapso total às 17h21min.
Os ataques criaram confusão generalizada entre as organizações de notícias e os controladores de tráfego aéreo nos Estados Unidos. Todo o tráfego aéreo civil internacional foi proibido de desembarcar em solo estadunidense por três dias. As aeronaves já em voo ou foram afastadas ou desviadas para aeroportos no Canadá ou no México. Fontes de notícias e relatórios não confirmados, muitas vezes contraditórios, foram divulgados ao longo do dia. Um dos mais prevalentes destes relatou que um carro-bomba iria ser detonado na sede do Departamento de Estado dos Estados Unidos, em Washington, D.C.. Logo após a divulgação pela primeira vez sobre o incidente no Pentágono, alguns meios de comunicação também informaram brevemente que um incêndio tinha eclodido no National Mall. Outro relatório saiu na Associated Press, informando que o Voo 1989 da Delta Air Lines também havia sido sequestrado. Este relatório também revelou-se falso; acreditou-se por momentos que também este voo corria risco de sequestro, mas seu comando respondeu aos controladores, e pousou em segurança em Cleveland, Ohio.

### Vítimas

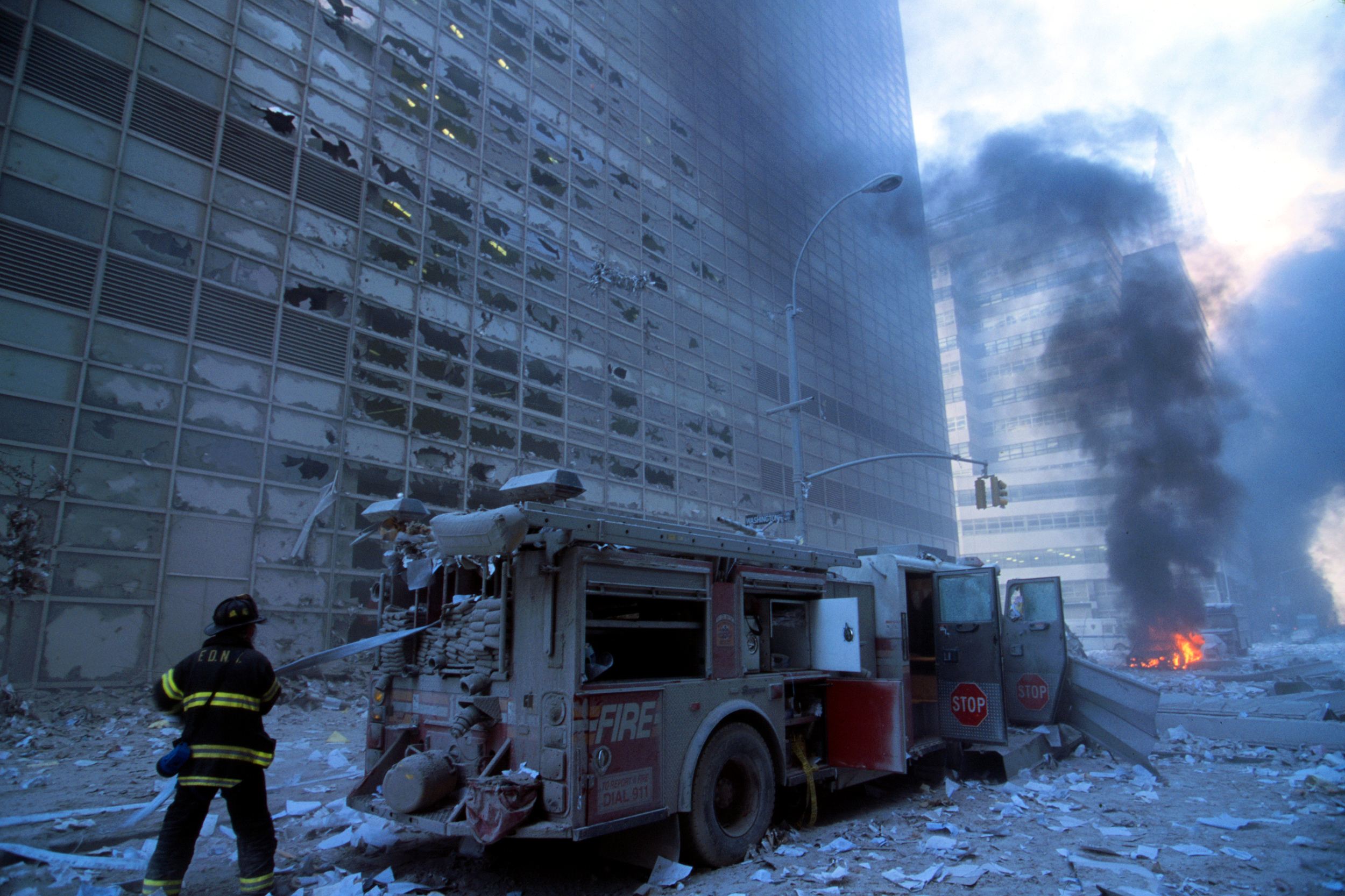
Dois bombeiros nova-iorquinos em meio aos destroços causados pelo ataque.

Houve um total de 2 996 mortes, incluindo os 19 sequestradores e as 2 977 vítimas. As vítimas foram distribuídas da seguinte forma: 246 nos quatro aviões (onde não houve sobreviventes), 2606 na cidade de Nova Iorque e 125 no Pentágono. Todas as mortes ocorridas foram de civis, exceto por 55 militares atingidos no Pentágono.
Em 2007, o escritório examinador médico da cidade de Nova Iorque divulgou o número oficial de mortos do 11 de Setembro, adicionando a morte de Felicia Dunn-Jones. Dunn-Jones faleceu cinco meses após o 11/09 devido a uma doença pulmonar que foi associada à exposição à poeira durante o colapso do World Trade Center. Heyward Leon, que morreu de linfoma em 2008, foi adicionado ao número oficial de mortes em 2009.
O Instituto Nacional de Padrões e Tecnologia (NIST) estimou que cerca de 17 400 civis estavam no complexo do World Trade Center no momento dos ataques, enquanto as contas da Autoridade Portuária de Nova Iorque sugerem que 14.154 pessoas estavam nas Torres Gêmeas às 08h45min. A grande maioria das pessoas abaixo da zona de impacto evacuaram os edifícios com segurança, junto com dezoito pessoas que estavam na zona de impacto na torre sul, e um número de pessoas que estava acima da zona de impacto que, evidentemente, usaram a escadaria intacta na Torre Sul. Pelo menos 1.366 pessoas morreram, pois estavam no andar do impacto da Torre Norte ou em andares superiores, e pelo menos 618 na Torre Sul, onde a evacuação tinha começado antes do segundo impacto. Assim, dos 2 753 mortos no WTC, 1 950 estavam nos andares atingidos pelas aeronaves ou acima deles.

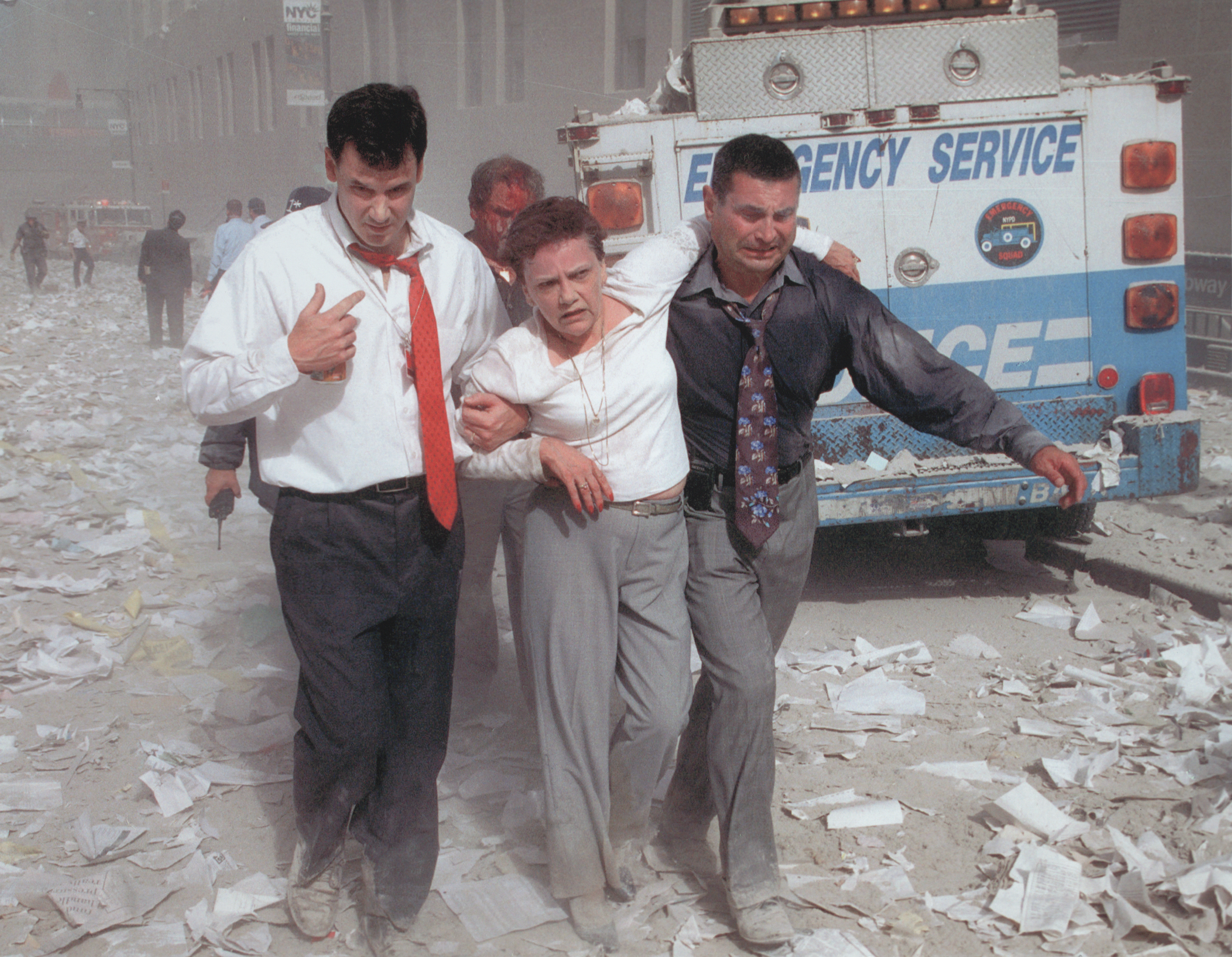
Dois homens ajudando uma mulher ferida durante os ataques.

De acordo com o relatório da comissão centenas foram mortos instantaneamente com o impacto, enquanto os demais ficaram presos e morreram após o colapso da torre. Pelo menos 200 pessoas pularam dos edifícios para a morte (como mostrado na foto "The Falling Man"), caindo nas ruas e telhados de edifícios adjacentes, centenas de metros abaixo. Alguns dos ocupantes de cada torre, e que estavam acima do ponto de impacto, subiram em direção ao teto, na esperança de um resgate por helicóptero, mas as portas de acesso ao telhado estavam bloqueadas. Não existia qualquer plano de resgate de helicóptero e, em 11 de setembro, a fumaça e calor intenso teria impedido tais aeronaves de realizarem salvamentos.
Um total de 411 trabalhadores de emergência que responderam aos chamados de socorro morreram quando tentavam resgatar as pessoas e apagar os incêndios. O Corpo de Bombeiros da Cidade de Nova Iorque (FDNY) perdeu 341 bombeiros e dois paramédicos. O Departamento de Polícia da Cidade de Nova Iorque (NYPD) perdeu 23 funcionários. O Departamento de Polícia da Autoridade Portuária perdeu 37 oficiais, e 8 EMTs adicionais e paramédicos de unidades privadas de serviços de emergência foram mortos.
A Cantor Fitzgerald L.P., um banco de investimento nos pisos 101a–105a do World Trade Center 1, perdeu 658 funcionários, muito mais do que qualquer outra empresa. A Marsh Inc., localizada imediatamente abaixo da Cantor Fitzgerald nos pisos 93–101 (o local de impacto do voo 11) perdeu 355 funcionários, e 175 funcionários da Aon Corporation foram mortos.
Depois de Nova Iorque, Nova Jérsei foi o estado mais atingido, com a cidade de Hoboken ostentando a maioria das mortes. Mais de noventa países perderam cidadãos nos ataques ao World Trade Center (três brasileiros e cinco portugueses).
Semanas após o ataque, o número de vidas perdidas foi estimado em mais de seis mil. A cidade de Nova Iorque só foi capaz de identificar os restos de cerca de 1 600 das vítimas no World Trade Center, ficando sem identificação mais de 1 100. O escritório legista também recolheu cerca de dez mil ossos não identificados e fragmentos de tecidos humanos que não puderam ser combinados para a lista de mortos. Em 23 de fevereiro de 2005, as autoridades legistas reconheceram a limitação tecnológica na época, para avançar nos trabalhos de identificação. Nos últimos cinco meses apenas oito vítimas haviam sido identificadas.
Fragmentos ósseos ainda estavam sendo encontrados em 2006, quando os trabalhadores estavam se preparando para demolir Deutsche Bank Building, também danificado. Essa operação foi concluída em 2007. Em 2 de abril de 2010 uma equipe de especialistas em antropologia forense e arqueologia começou a procurar por restos humanos, artefatos humanos e objetos pessoais no aterro sanitário de Fresh Kills, em Staten Island. A operação foi concluída em junho de 2010, com 72 restos humanos encontrados, elevando o total de restos humanos encontrados para 1845. As identidades de 1629 das 2 753 vítimas foram identificadas. Os perfis de DNA, na tentativa de identificar as vítimas adicionais, são permanentes. Em agosto de 2011, 1 631 vítimas foram identificadas, enquanto 1 122 (41%) das vítimas permaneceram não identificadas.  Em julho de 2011, uma equipe de cientistas do instituto médico da cidade tentou novamente identificar os restos mortais, na esperança de que a tecnologia melhor desenvolvida lhes permitisse identificar outras vítimas.

### Danos

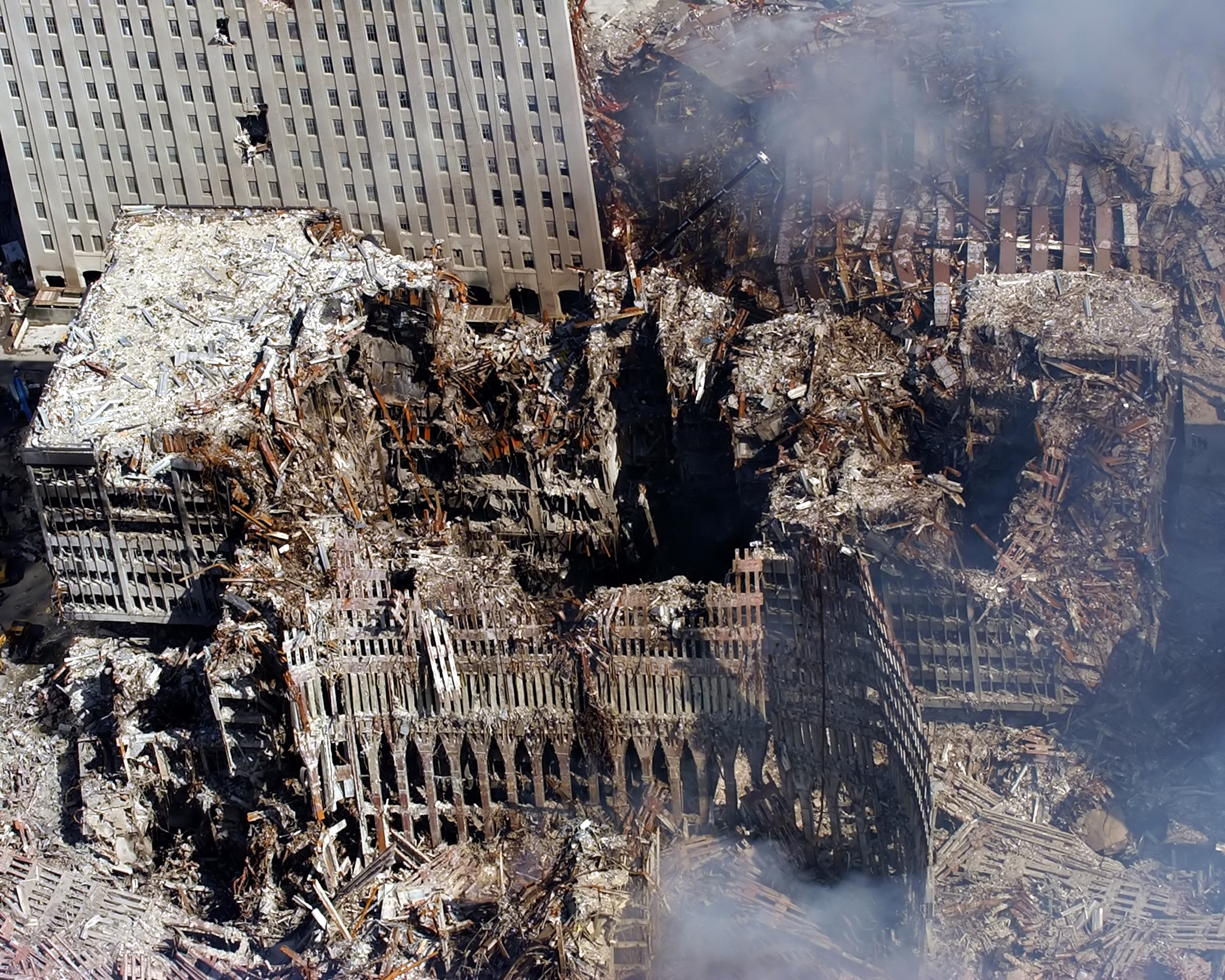
Ruínas do complexo do World Trade Center após o colapso das torres.

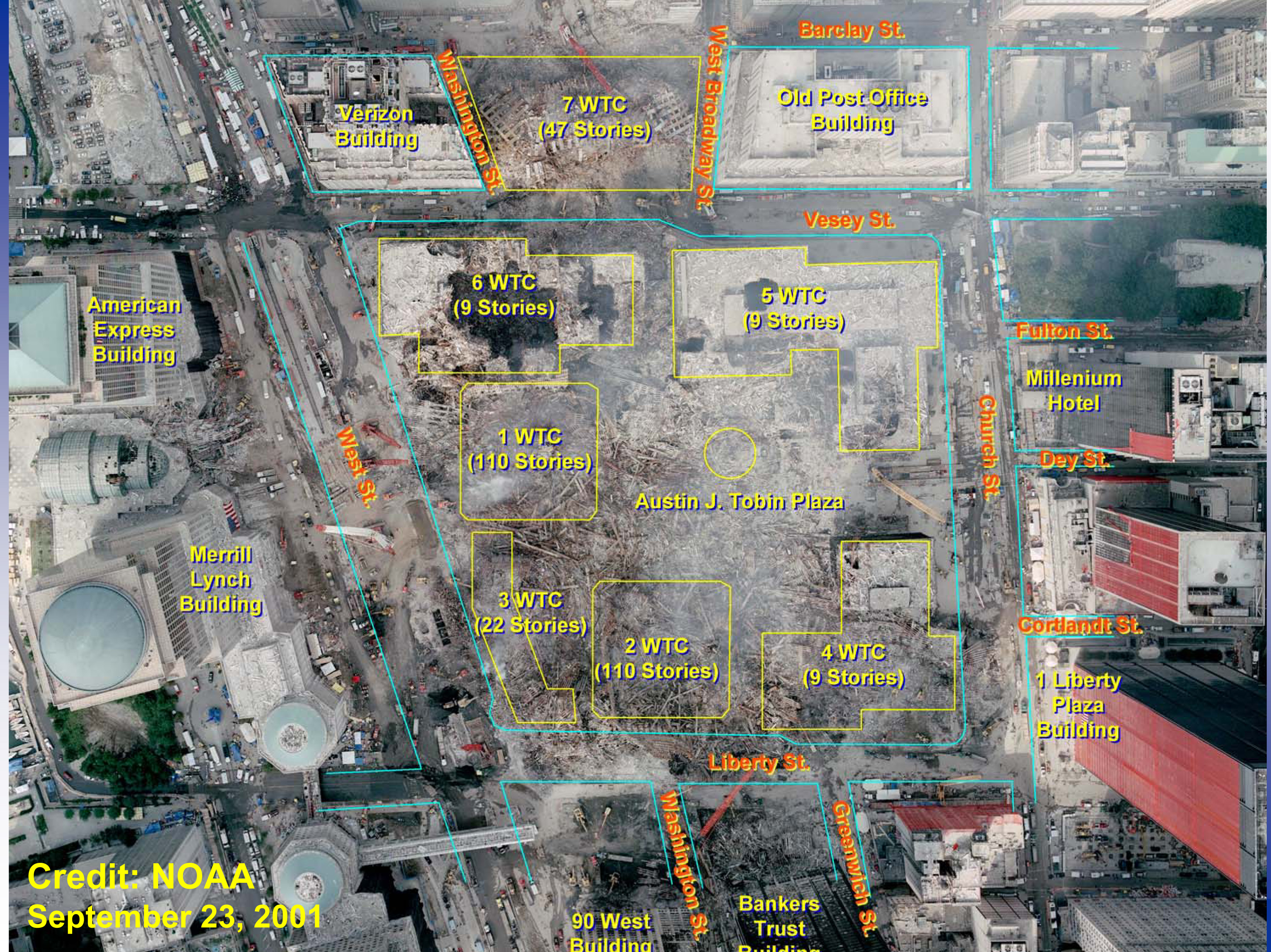
Local do World Trade Center (Ground Zero) com uma sobreposição mostrando os locais originais do complexo de edifícios destruídos.

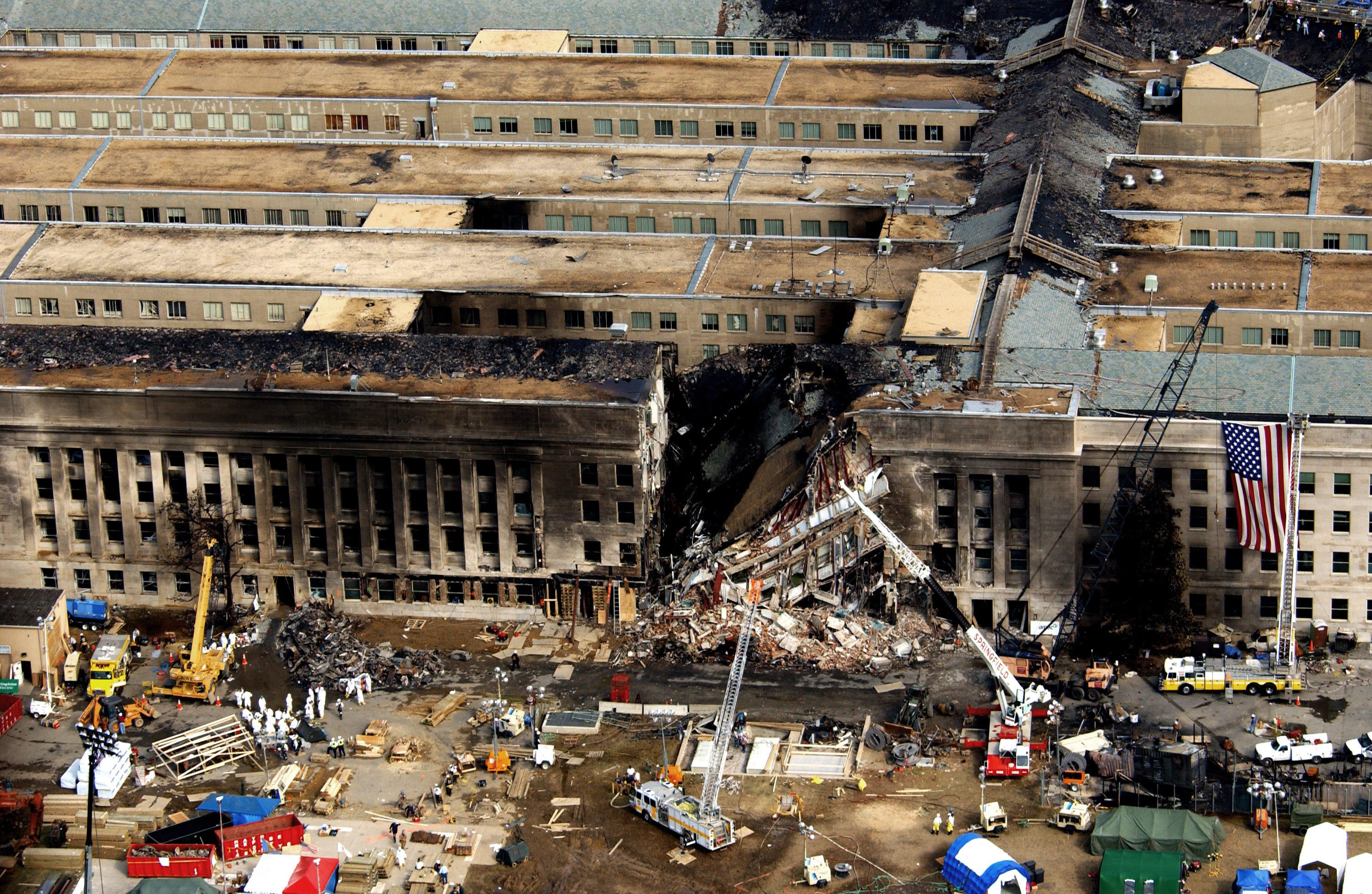
O Pentágono parcialmente destruído após a colisão do avião.

Junto com os 110 andares das Torres Gêmeas, vários edifícios ao redor foram destruídos ou seriamente danificados, incluindo os edifícios 3 a 7 do complexo do World Trade e a Igreja Ortodoxa Grega de São Nicolau. A Torre Norte, a Torre Sul, o Marriott Hotel (WTC 3) e o WTC 7 foram completamente destruídos. A Alfândega e Proteção de Fronteiras dos EUA (no WTC 6), o WTC 4, o WTC 5 e duas passarelas de pedestres que ligavam os edifícios foram severamente danificadas. O Deutsche Bank Building foi parcialmente danificado e mais tarde demolido. Os dois edifícios do complexo vizinho do World Financial Center também sofreram danos.
O Deutsche Bank Building, na Liberty Street do complexo do World Trade Center, foi mais tarde condenado por causa das condições tóxicas no interior da torre de escritórios e foi desconstruído. O Fiterman Hall, do Colégio Comunitário do Borough de Manhattan, na 30 West Broadway, foi condenado devido aos danos nos ataques e está sendo reconstruído. Outros edifícios vizinhos, como o 90 West Street e o Edifício Verizon sofreram grandes danos, mas foram restaurados. Os edifícios do World Financial Center, o One Liberty Plaza, o Millenium Hilton e o 90 Church Street tiveram danos moderados e já foram restaurados. Os equipamentos de telecomunicações no topo da Torre Norte também foram destruídos, mas as estações de mídia rapidamente foram capazes de redirecionar os seus sinais e retomar as transmissões.
O Pentágono foi severamente danificado pelo impacto do Voo 77 da American Airlines e por incêndios subsequentes, causando o desabamento de uma das seções do edifício. Ao se aproximar do Pentágono, as asas do avião derrubaram postes de luz e seu motor direito quebrou um gerador antes de cair no lado ocidental do edifício, matando todos os 53 passageiros, os cinco sequestradores e 6 tripulantes. O avião atingiu o Pentágono no nível do primeiro andar. A parte dianteira da fuselagem desintegrou-se durante o impacto, enquanto as seções centrais e a cauda mantiveram-se em movimento por uma fração de segundo. Detritos provenientes da cauda penetraram mais fundo no edifício, quebrando por 94 metros três dos cinco anéis mais externos do edifício.

### Resgate e recuperação

Um bombeiro de Nova Iorque solicita mais dez socorristas para trabalharem junto aos escombros do World Trade Center.

O Corpo de Bombeiros da Cidade de Nova Iorque (FDNY) rapidamente mandou 200 unidades (metade do departamento) para o local dos ataques, cujos esforços foram completados por vários bombeiros de folga e paramédicos. O Departamento de Polícia da Cidade de Nova Iorque (NYPD) enviou Unidades de Serviço de Emergência (ESU) e outros policiais, juntamente com a implantação de sua unidade de aviação. Uma vez em cena, o FDNY, NYPD e policiais da Autoridade Portuária não coordenaram os esforços e realizaram buscas redundantes por vítimas civis.
Com as condições deterioradas, a unidade de aviação da NYPD retransmitia informações aos comandantes dos bombeiros, que emitiam ordens para o seu pessoal evacuar as torres, de modo que a maioria dos oficiais estava em condições de segurança antes de evacuar os edifícios que desmoronaram. Com postos de comando criados separadamente e comunicações de rádio incompatíveis entre os organismos, os avisos não foram repassados aos comandantes do FDNY.
Após a primeira torre desabar os comandantes dos bombeiros enviaram os avisos de evacuação, no entanto, devido a dificuldades técnicas com o mau funcionamento do sistema repetidor de rádio, os bombeiros não ouviram muitas das ordens de evacuação. Os atendentes do número de emergência também receberam informações de chamadas que não foram repassadas aos comandantes no local. Poucas horas depois do ataque uma importante operação de busca e resgate foi lançada. Depois de meses de operações, o local do World Trade Center foi limpo no final de maio de 2002.

## Responsabilidade

### Al-Qaeda

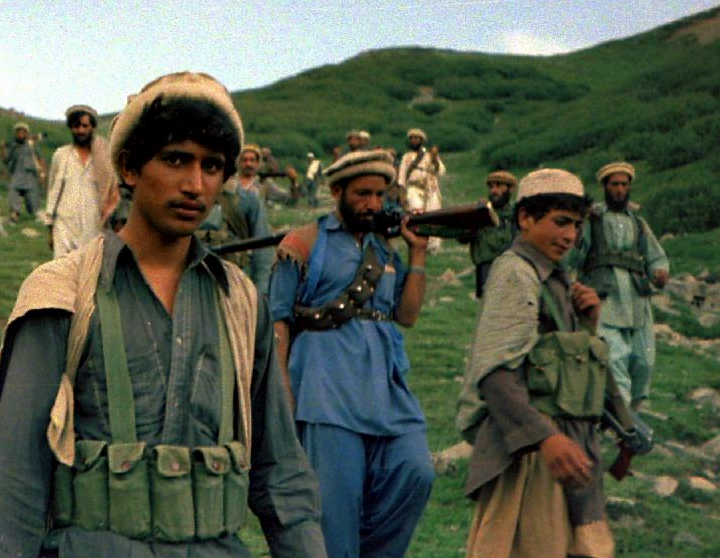
Mujahidins afegãos financiados pela CIA e treinados pelo ISI cruzando a fronteira da Linha Durand para lutar contra o governo afegão apoiado pela União Soviética em 1985.

A origem da Al-Qaeda pode ser rastreada até 1979, quando a União Soviética invadiu o Afeganistão. Osama bin Laden viajou para o Afeganistão e ajudou a organizar mujahidin árabes para resistir aos soviéticos. Sob a orientação de Ayman al-Zawahiri, Bin Laden tornou-se mais radical. Em 1996, Bin Laden divulgou sua primeira fatwa, pedindo para os soldados americanos deixarem a Arábia Saudita.
Em um segundo fatwa em 1998, Bin Laden delineou suas objeções à política externa americana em relação a Israel, bem como a contínua presença de tropas americanas na Arábia Saudita após a Guerra do Golfo. Bin Laden usou textos islâmicos para exortar os muçulmanos a atacar americanos e, de acordo com bin Laden, muçulmanos juristas "têm ao longo da história islâmica concordado unanimemente que a jihad é um dever individual se o inimigo destrói os países muçulmanos".

### Osama bin Laden

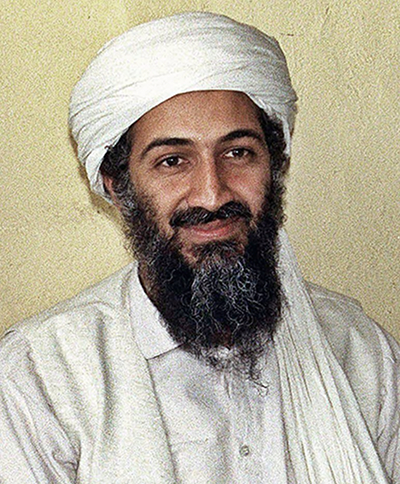
Fotografia de Osama bin Laden em 1997.

Bin Laden, que orquestrou os ataques, inicialmente negou, mas em 2004 admitiu seu envolvimento. A rede Al Jazeera transmitiu uma declaração de Bin Laden em 16 de setembro de 2001, afirmando que "gostaria de salientar que eu não realizei este ato, que parece ter sido realizado por indivíduos com motivos próprios". Em novembro de 2001, as forças americanas recuperaram uma fita de vídeo de uma casa destruída em Jalalabad, no Afeganistão. Na fita, Bin Laden é visto falando com Khaled al-Harbi e admite a presciência dos ataques. Em 27 de dezembro de 2001, um segundo vídeo de Bin Laden foi divulgado. Nas filmagens, ele disse: "o terrorismo contra os Estados Unidos merece ser louvado, porque é uma resposta à injustiça, com o objetivo de forçar a América a parar o apoio a Israel, que mata nosso povo", mas não chegou a admitir a responsabilidade pelos ataques.
Pouco antes da eleição presidencial nos Estados Unidos em 2004, em uma declaração gravada, Bin Laden reconheceu publicamente o envolvimento da Al-Qaeda nos ataques aos Estados Unidos e admitiu a sua ligação direta com os atentados. Ele disse que os ataques foram realizados porque "somos livres ... e queremos recuperar a liberdade sob a nossa nação. Ao minar a nossa segurança, nós minamos a sua." Bin Laden disse que orientou pessoalmente seus seguidores a atacar o World Trade Center. Outro vídeo obtido pela Al Jazeera em setembro de 2006 mostra bin Laden com Ramzi bin al-Shibh, bem como dois sequestradores, Hamza al-Ghamdi e Wail al-Shehri, enquanto faziam os preparativos para os ataques. Os Estados Unidos jamais indiciaram formalmente Osama bin Laden pelos ataques de 11 de setembro de 2001, mas ele esteve na lista dos mais procurados pelo Escritório Federal de Investigação (FBI) por causa dos bombardeios das embaixadas americanas em Dar es Salaam, na Tanzânia, e em Nairóbi, no Quênia. Depois de uma perseguição de quase 10 anos, Bin Laden foi morto por forças especiais americanas em um complexo em Abbottabad, no Paquistão, em 2 de maio de 2011.

### Khalid Sheikh Mohammed

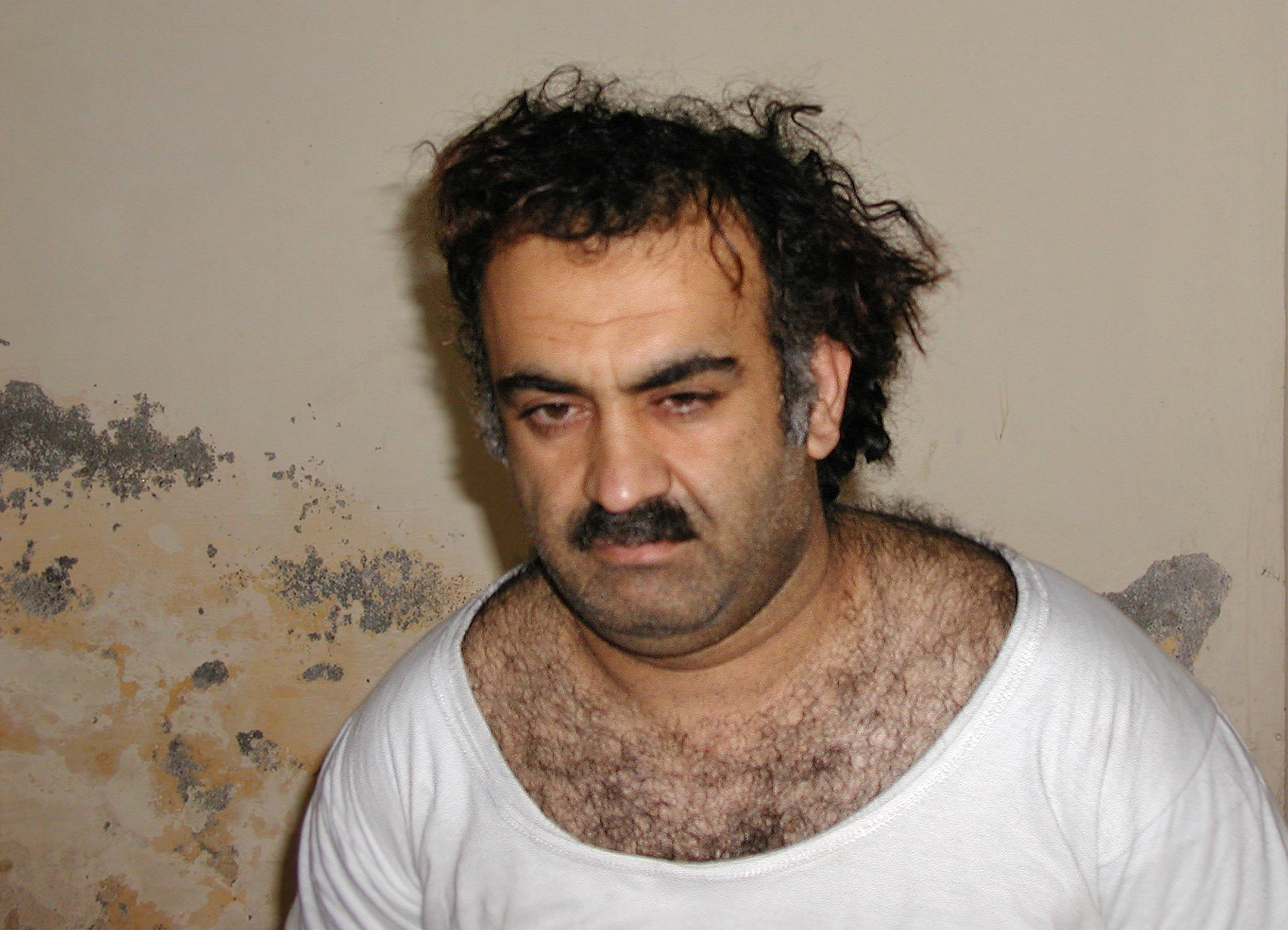
Khalid Sheikh depois de sua captura no Paquistão, considerado o autor intelectual do ataque terrorista às torres gêmeas do World Trade Center.

O jornalista Yosri Fouda do canal de televisão árabe Al Jazeera relatou que em abril de 2002, Khalid Sheikh Mohammed admitiu o seu envolvimento, junto com Ramzi bin al-Shibh, nos ataques de 11/9. O Relatório da Comissão do 11/9 determinou que a animosidade de Mohammed, o principal arquiteto dos ataques, para com os Estados Unidos era resultado da sua "violenta discordância da política externa dos Estados Unidos de favorecer Israel".
Mohammed foi também o consultor e financiador do atentado de 1993 ao World Trade Center e era tio de Ramzi Yousef, o terrorista líder do ataque.
Mohammed foi preso em 1 de março de 2003, em Rawalpindi, Paquistão, por agentes de segurança paquistaneses que trabalhavam com a CIA, em seguida, foi transferido e interrogado na Prisão de Guantánamo, na Base Naval da Baía de Guantánamo, em Cuba, com seções que incluíam afogamento simulado. Durante as audiências na Baía de Guantánamo em março de 2007, Mohammed novamente confessou sua responsabilidade pelos ataques, afirmando que ele "foi o responsável pela operação de 11/9, de A a Z" e que a sua declaração não foi feita sob coação.

### Outros membros da Al-Qaeda
| Sequestradores       | Sequestradores     | Sequestradores | Sequestradores |
| Voo                  | Nome               | Idade          | Nacionalidade  |
| -------------------- | ------------------ | -------------- | -------------- |
| American Airlines 11 | Mohamed Atta       | 33             | Egito          |
| American Airlines 11 | Abdulaziz al-Omari | 22             | Arábia Saudita |
| American Airlines 11 | Wail al-Shehri     | 28             | Arábia Saudita |
| American Airlines 11 | Waleed al-Shehri   | 22             | Arábia Saudita |
| American Airlines 11 | Satam al-Suqami    | 25             | Arábia Saudita |
| United Airlines 175  | Marwan al-Shehhi   | 23             | EAU            |
| United Airlines 175  | Fayez Banihammad   | 24             | EAU            |
| United Airlines 175  | Mohand al-Shehri   | 22             | Arábia Saudita |
| United Airlines 175  | Hamza al-Ghamdi    | 20             | Arábia Saudita |
| United Airlines 175  | Ahmed al-Ghamdi    | 22             | Arábia Saudita |
| American Airlines 77 | Hani Hanjour       | 29             | Arábia Saudita |
| American Airlines 77 | Khalid al-Mihdhar  | 26             | Arábia Saudita |
| American Airlines 77 | Majed Moqed        | 24             | Arábia Saudita |
| American Airlines 77 | Nawaf al-Hazmi     | 25             | Arábia Saudita |
| American Airlines 77 | Salem al-Hazmi     | 20             | Arábia Saudita |
| United Airlines 93   | Ziad Jarrah        | 26             | Líbano         |
| United Airlines 93   | Ahmed al-Haznawi   | 20             | Arábia Saudita |
| United Airlines 93   | Ahmed al-Nami      | 24             | Arábia Saudita |
| United Airlines 93   | Saeed al-Ghamdi    | 21             | Arábia Saudita |

Durante o julgamento de Zacarias Moussaoui, cinco pessoas foram identificadas como terem tido conhecimento total dos detalhes da operação. Elas são bin Laden, Khalid Sheikh Mohammed, Ramzi bin al-Shibh, Abu al-Turab Urduni e Mohammed Atef. Até o momento, apenas figuras periféricas foram julgadas ou condenadas pelos ataques.
Em 26 de setembro de 2005, um tribunal superior espanhol condenou Abu Dahdah a 27 anos de prisão por conspiração sobre os ataques de 11/9 e de ser um membro da organização terrorista Al-Qaeda. Ao mesmo tempo, outros 17 membros da Al-Qaeda foram condenados a penas entre seis e 11 anos. Em 16 de fevereiro de 2006, o Supremo Tribunal Espanhol reduziu a pena de Abu Dahdah para 12 anos porque considerou que a sua participação na conspiração não foi comprovada.
Também em 2006, Moussaoui, que originalmente era suspeito de ter sido o vigésimo sequestrador, foi condenado por conspiração ao cometer atos de terrorismo e pirataria aérea. Ele está cumprindo uma sentença de prisão perpétua sem liberdade condicional. Mounir el-Motassadeq, um associado dos sequestradores com sede em Hamburgo, Alemanha, está cumprindo 15 anos por seu papel em ajudar os sequestradores a se preparar para os ataques.
A célula de Hamburgo, incluiu os radicais islâmicos que posteriormente se tornaram as peças-chave dos ataques de 11 de setembro. Mohamed Atta, Marwan al-Shehhi, Ziad Jarrah, Ramzi bin al-Shibh e Said Bahaji eram todos membros da célula terrorista da Al-Qaeda em Hamburgo.

### Motivos
Alega-se que os três principais motivos para os ataques de 11 de setembro sejam a presença americana na Arábia Saudita, o apoio a Israel por parte dos Estados Unidos e as sanções contra o Iraque. Estes motivos foram ditos explicitamente pela Al-Qaeda em declarações pretéritas aos atentados, incluindo a fatwā de agosto de 1996 e um pequeno fatwā publicado em fevereiro de 1998. Após os ataques, Bin Laden e Al-Zawahiri publicaram fitas de vídeos e fitas de áudio adicionais, algumas delas repetindo as razões pelos ataques. Duas dessas publicações merecem destaque: "Carta para a América" de 2002, e um vídeo de 2004 mostrando Bin Laden. Além de pronunciamentos diretos de Bin Laden e a Al-Qaeda, inúmeros analistas políticos têm postulado outras motivações para os ataques.

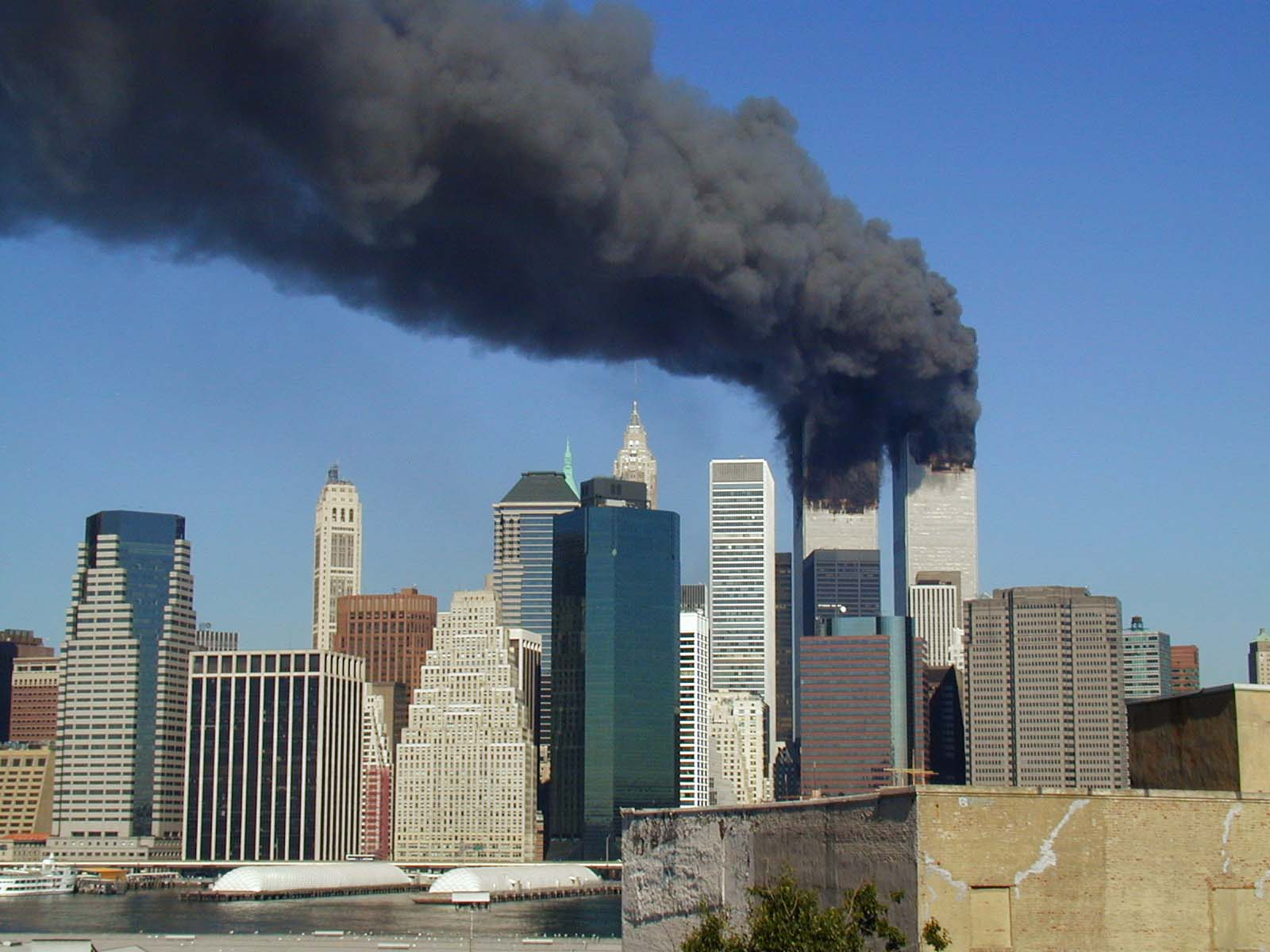
Torres do WTC queimando no dia dos ataques.

Bin Laden disse que o profeta Maomé bania a "presença permanente de infiéis na Arábia". No fatwā de 1998, a Al-Qaeda escreveu que "Por mais de sete anos, os Estados Unidos têm vindo a ocupar as terras do Islã e os lugares mais santos, a Península Arábica, saqueando suas riquezas, mandando em seus governantes, humilhando seu povo, aterrorizando seus vizinhos, e transformando as bases da península em uma liderança para lutar com os povos muçulmanos vizinhos.". Em uma entrevista em 1999 com o repórter paquistanês Rahimullah Yusufzai, Bin Laden disse que pressentia que os norte-americanos estavam "perto demais de Meca" e considerou que isto era uma provocação à todo o mundo muçulmano.
Em novembro de 2002, na "Carta para a América", Bin Laden disse que o apoio dos Estados Unidos à Israel era outro motivo: "A criação e manutenção de Israel é um dos maiores crimes, e vocês são os líderes desses criminosos. E, claro, não há necessidade de explicar e demonstrar o grau de apoio americano a Israel. A criação de Israel é um crime que deve ser apagado. Toda e qualquer pessoa cujas mãos se tornaram poluídas do contributo para este crime tem de pagar o seu preço, e pagar por isso fortemente.". Em 2004 Bin Laden reforçou que o apoio à Israel era um dos motivos dos atentados. Vários analistas, incluindo John Mearsheimer e Stephen Walt, autores do livro The Israel Lobby and U.S. Foreign Policy, também argumentam que o principal motivo dos ataques de 11 de setembro foi o apoio que os Estados Unidos deram à Israel.
No fatwā de 1998, a Al-Qaeda pronunciou que as sanções do Iraque eram razões para matar os estadunidenses: "apesar da grande devastação infligida ao povo iraquiano pela aliança cruzado-sionista, e apesar do grande número de pessoas mortas, que ultrapassou um milhão... Apesar de tudo isso, os americanos estão mais uma vez contra a tentativa de repetir os massacres horrendos, como se eles não se contentassem com o bloqueio prolongado imposto após a guerra feroz ou a fragmentação e destruição... Com base nisso, e em conformidade com a ordem de Alá, emitimos a fatwa que se segue para todos os muçulmanos: A decisão de matar os americanos e seus aliados, civis e militares é um dever individual de todo muçulmano...".
Em adição a esses motivos dados pela própria Al-Qaeda, alguns analistas têm sugerido outras razões, muitas vezes rejeitadas, incluindo uma humilhação que o mundo islâmico teria ao ficar para trás do mundo ocidental, especialmente pela diferença expressiva da economia devido à globalização recente. Outro motivo especulado pelos ocidentais é o de que os terroristas teriam o desejo de provocar os Estados Unidos para uma guerra mais ampla contra o mundo islâmico, com a esperança de motivar mais aliados a apoiarem a Al-Qaeda.

## Planejamento

Mapa mostrando os ataques ao World Trade Center (os aviões não estão em escala).

Gráfico do FEMA ilustrando os ataques ao World Trade Center.

A ideia para os ataques veio de Khalid Sheikh Mohammed, que primeiro apresentou o projeto a Osama bin Laden em 1996. Nesse momento, Bin Laden e a Al-Qaeda estavam em um período de transição, tendo acabado de se mudar de volta ao Afeganistão, vindos do Sudão. Em 1998, os atentados terroristas às embaixadas dos Estados Unidos na África e o fatwa de bin Laden marcaram um ponto de virada, quando Osama voltou suas atenções a atacar os Estados Unidos. Em dezembro de 1998, Centro de Contraterrorismo da CIA relatou ao então presidente Bill Clinton que a Al-Qaeda estava se preparando para ataques contra os Estados Unidos que poderiam incluir sequestro de aviões.
No final de 1998 ou no início de 1999, Bin Laden deu a aprovação para Mohammed avançar com a organização dos ataques. Uma série de reuniões ocorridas no início de 1999, envolvendo Mohammed, bin Laden e seu vice, Mohammed Atef. Atef prestou apoio operacional para o projeto, incluindo seleções de destino e ajuda na organização de viagens para os sequestradores. Bin Laden discordou de Mohammed, rejeitando alguns alvos potenciais, como a US Bank Tower, em Los Angeles, porque "não havia tempo suficiente para se preparar para uma operação desse tipo".
Bin Laden liderou e deu apoio financeiro para a trama, além de ter se envolvido na seleção de participantes. Osama inicialmente selecionou Nawaf al-Hazmi e Khalid al-Mihdhar, ambos jihadistas experientes que lutaram na Bósnia. Hazmi e Mihdhar chegaram aos Estados Unidos em meados de janeiro de 2000. Na primavera de 2000, Hazmi e Mihdhar tiveram aulas de voo em San Diego, na Califórnia, mas ambos pouco falavam inglês, mal fizeram as aulas de voo e, finalmente, serviram como sequestradores secundários.
No final de 1999, um grupo de homens a partir de Hamburgo, na Alemanha, chegaram no Afeganistão, incluindo Mohamed Atta, Marwan al-Shehhi, Ziad Jarrah e Ramzi bin al-Shibh. Bin Laden selecionou estes homens porque eles eram educados, falavam inglês e tinham experiência de vida no oeste dos EUA. Novos recrutas foram examinados rotineiramente para habilidades especiais e os líderes da al-Qaeda, consequentemente, descobriram que Hani Hanjour já tinha uma licença de piloto comercial.
Hanjour chegou em San Diego em 8 dezembro de 2000, juntando-se a Hazmi. Eles logo partiram para o Arizona, onde tiveram cursos de reciclagem com Hanjour. Marwan al-Shehhi chegou no final de maio de 2000, enquanto Atta chegou em 3 de junho de 2000 e Jarrah em 27 de junho de 2000. Bin al-Shibh tentou por várias vezes obter um visto para os Estados Unidos, mas como um iemenita, foi rejeitado devido a preocupações que ele ficasse mais tempo do que o seu visto e permanecesse como um imigrante em situação ilegal. Bin al-Shibh permaneceu em Hamburgo, proporcionando coordenação entre Atta e Mohammed. Os três membros da célula de Hamburgo realizaram todo o treinamento de piloto no sul da Flórida.
Na primavera de 2001, os sequestradores secundários começaram a chegar nos Estados Unidos. Em julho de 2001, Atta reuniu-se com bin al-Shibh na Espanha, onde coordenou detalhes da trama, incluindo a seleção final de alvos. Bin al-Shibh também passou o desejo de Bin Laden de que os ataques fossem realizados o mais rapidamente possível.

### Células de apoio
Cerca de 1 200 estrangeiros foram presos e encarcerados secretamente em relação à investigação dos ataques de 11 de setembro, ainda que o governo não tenha divulgado o número exato.
Os métodos utilizados pelo Estado para investigar e deter suspeitos têm sido severamente criticados por organizações de direitos humanos como Human Rights Watch e chefes de governo como a chanceler alemã Angela Merkel. Até agora o governo dos Estados Unidos não falou a ninguém dos participantes da conspiração que realizaram as operações em terra.
No dia 26 de setembro de 2005, a Audiência Nacional da Espanha, dirigida pelo juiz Baltasar Garzón, condenou a Abu Dahdah a 27 anos de prisão por conspiração nos atentados de 11 de setembro e por ser parte da organização terrorista Al-Qaeda. Ao mesmo tempo, outros 1234 membros da Al-Qaeda foram condenados a penas de entre 6 e 12 anos. Em 16 de fevereiro de 2006, o Tribunal Supremo baixou a pena de Abu Dahdah a 12 anos porque considerou que sua participação na conspiração não estava provada.

## Reação

### Resposta imediata

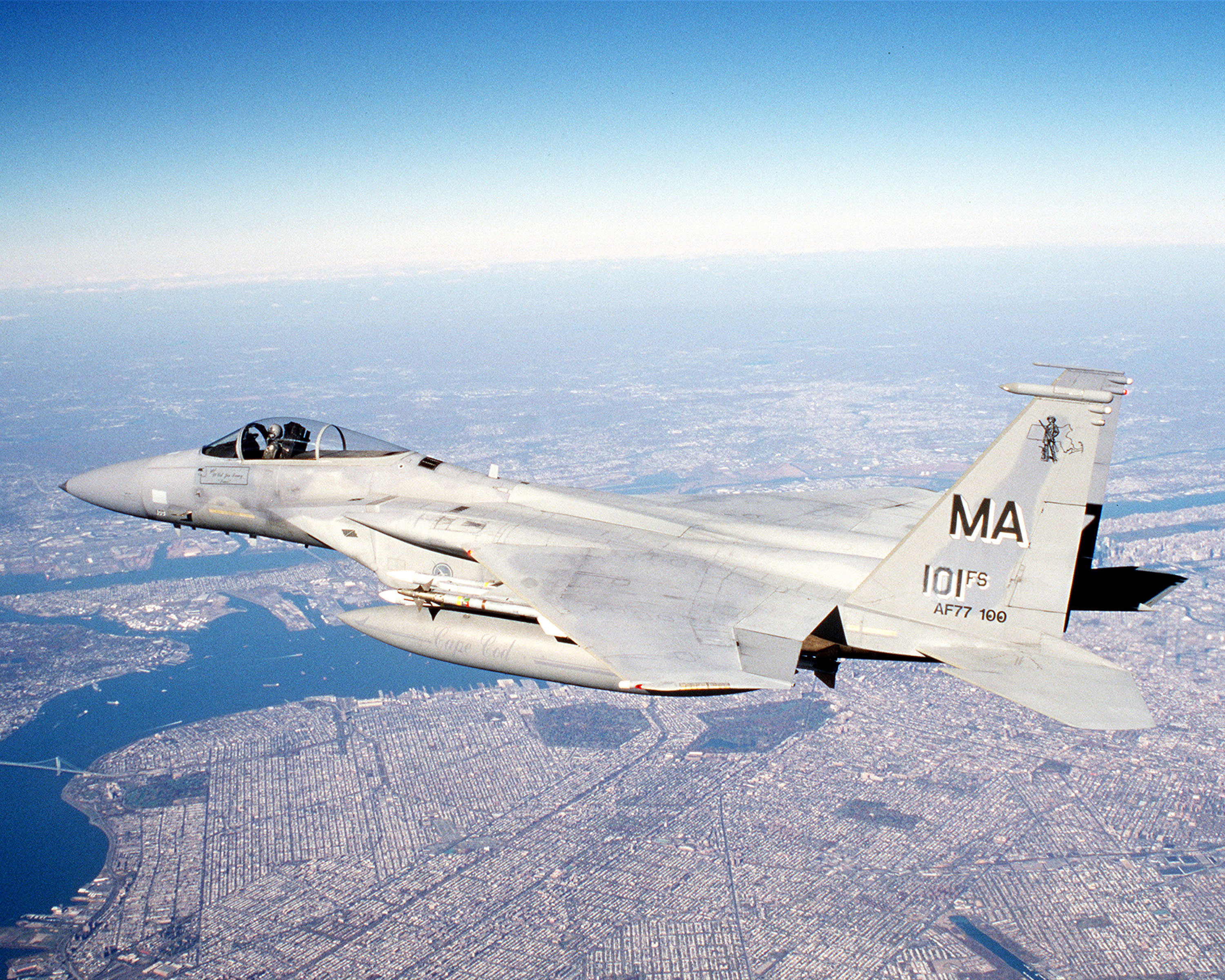
Um caça F-15 Eagle voando uma missão de patrulha sobre Nova Iorque após o 11 de setembro.

Às 08h14, o piloto do voo 11 não respondeu a uma instrução para ascender emitida pelo Centro de Controle de Tráfego Aéreo da Administração Federal de Aviação (FAA) em Boston, que controla o espaço aéreo local. O piloto estava naquele momento voando do lado oposto às chegadas de Boston e, como o voo 11 passou a representar um perigo aéreo, os controladores de tráfego aéreo começaram a redirecionar as chegadas de aeronaves para promover uma separação adequada. Às 8h20, Betty Ong, uma comissária do voo 11 da American Airlines, avisou a empresa sobre o sequestro da aeronave. Às 08h21, o avião (agora visível apenas no radar primário) começou a sair radicalmente da sua rota prevista. Às 08h25, o controlador ouviu o que acreditou ser a voz de um dos sequestradores em uma transmissão de rádio do voo 11. O Centro de Boston chamou o Centro de Comando FAA em Herndon, Virgínia, às 8h28 para relatar o ocorrido. Às 8h32, os funcionários da FAA foram avisado de que o voo 11 tinha sido sequestrado e notificaram o Comando de Defesa Aeroespacial da América do Norte (NORAD). O NORAD então enviou dois caças F-15 da Base Aérea da Guarda Nacional de Otis, em Massachusetts, que estavam em voo às 08h53. Por causa da lenta e confusa comunicação com os funcionários da FAA, o NORAD tinha avisado apenas sobre o sequestro do voo 11, mas não fez nenhum aviso sobre qualquer um dos outros voos anteriores que caíram.
Às 09h28, o controlador John Werth do Centro da FAA de Cleveland ouviu "sons de possíveis gritos" vindos do voo 93 da United Airlines, e notou que o avião tinha descido 700 pés e que o transponder estava desligado. Naquele momento, Werth já sabia que alguns aviões de passageiros haviam sido sequestrados e que um deles tinha atingido uma das torres do World Trade Center, em Nova Iorque. Depois de ambas as Torres Gêmeas terem sido atingidas, mais caças foram enviados da Base da Força Aérea Langley–Eustis, na Virgínia, às 9h30. Às 9h32, Werth ouviu uma voz dizendo: "Nós temos uma bomba a bordo" e pediu a seu supervisor que notificasse a Sede da FAA. Às 09h36, Centro de Cleveland chamou o Centro de Comando da FAA, em Herndon, e perguntou se os militares tinham sido notificados. O Centro de Comando da FAA então disse ao Centro de Cleveland que "o pessoal da FAA estava bem acima deles na cadeia de comando para tomar a decisão de procurar ajuda militar e que estavam trabalhando sobre a questão". Às 09h49, a decisão sobre a possibilidade de chamar os militares ainda não havia sido tomada e ninguém da FAA os chamou até às 10h07, quatro minutos após o voo 93 ter caído perto de Shanksville, na Pensilvânia.

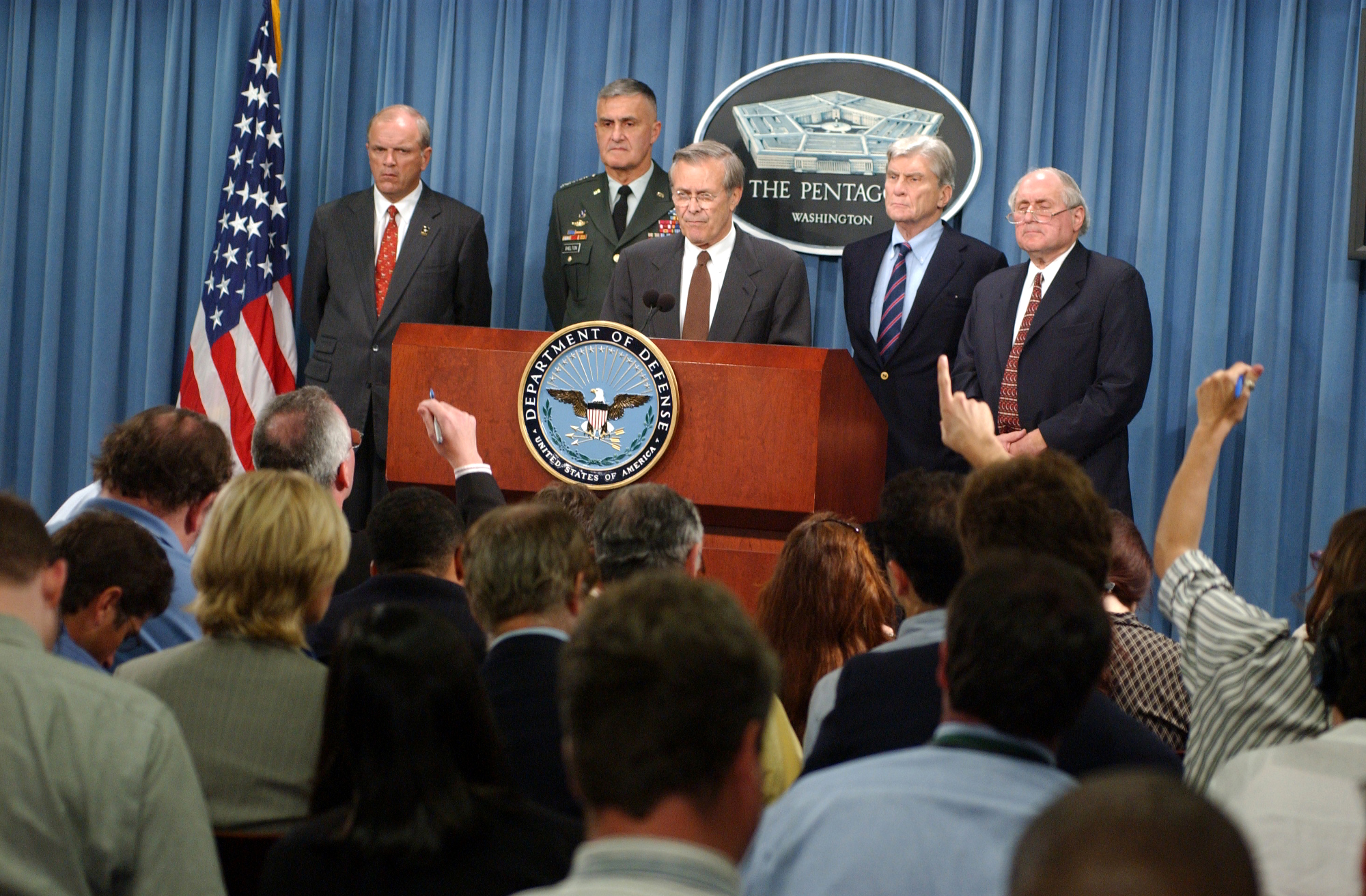
Oito horas após os ataques, o então Secretário de Defesa dos Estados Unidos, Donald Rumsfeld, declara: "O Pentágono está funcionando".

Às 10h20 o então vice-presidente Dick Cheney deu ordem para abater qualquer aeronave comercial que pudesse ser identificada como sequestrada. No entanto, estas instruções não foram transmitidas a tempo de os pilotos agirem. Alguns caças chegaram ao ar, sem munição, sabendo que para evitar que os sequestradores atingissem seus alvos, os pilotos poderiam ter que interceptar e colidir os seus caças nos aviões sequestrados, possivelmente ejetando no último momento. Isto aconteceu diretamente com dois pilotos de F-16 da USAF, coronel Marc Sasseville e a tenente-novata Heather “Lucky” Penney, que, impossibilitados de terem seus jatos armados em tempo e portando apenas munição de festim de treinamento, receberam ordem de derrubarem o voo 93 da United de qualquer maneira. O plano, que acabou sendo desnecessário pela queda do avião antes que os jatos chegassem a ele, era de um se jogar contra a cabine e outro contra a cauda do Boeing 757. Penney não pretendia ejetar-se no último segundo pois isso poderia mudar a rota do jato no momento da colisão e tinha consciência de estar numa missão suicida.
Pela primeira vez na história dos Estados Unidos, o espaço aéreo foi fechado e a todas aeronaves civis não-emergenciais nos Estados Unidos, Canadá e em vários outros países foi dada a ordem de regressar imediatamente ao chão, deixando assim dezenas de milhares de passageiros ao redor do mundo. A FAA fechou o espaço aéreo americano para todos os voos internacionais, fazendo com que cerca de 500 voos fossem redirecionados para outros países. O Canadá recebeu 226 dos voos desviados e colocou em prática a Operação Yellow Ribbon para lidar com o grande número de aviões em terra e passageiros retidos.
Os ataques de 11 de setembro tiveram efeitos imediatos sobre o povo dos Estados Unidos. Equipes policiais e de resgate de todo o país largaram seus postos e partiram para Nova Iorque para ajudar a resgatar os corpos dos restos retorcidos das Torres Gêmeas do WTC. As dádivas de sangue aumentaram em todo o país nas semanas seguintes ao 11 de setembro. As mortes dos adultos que faleceram nos ataques ou morreram nas operações de resgate resultaram em mais de 3 000 crianças órfãos de pelo menos um dos pais. Estudos posteriores documentaram as reações dessas crianças a estas perdas e sobre as perdas que temiam durante a vida, o ambiente de proteção após os ataques e os efeitos sobre os responsáveis que sobreviveram.

### Operações militares após os ataques

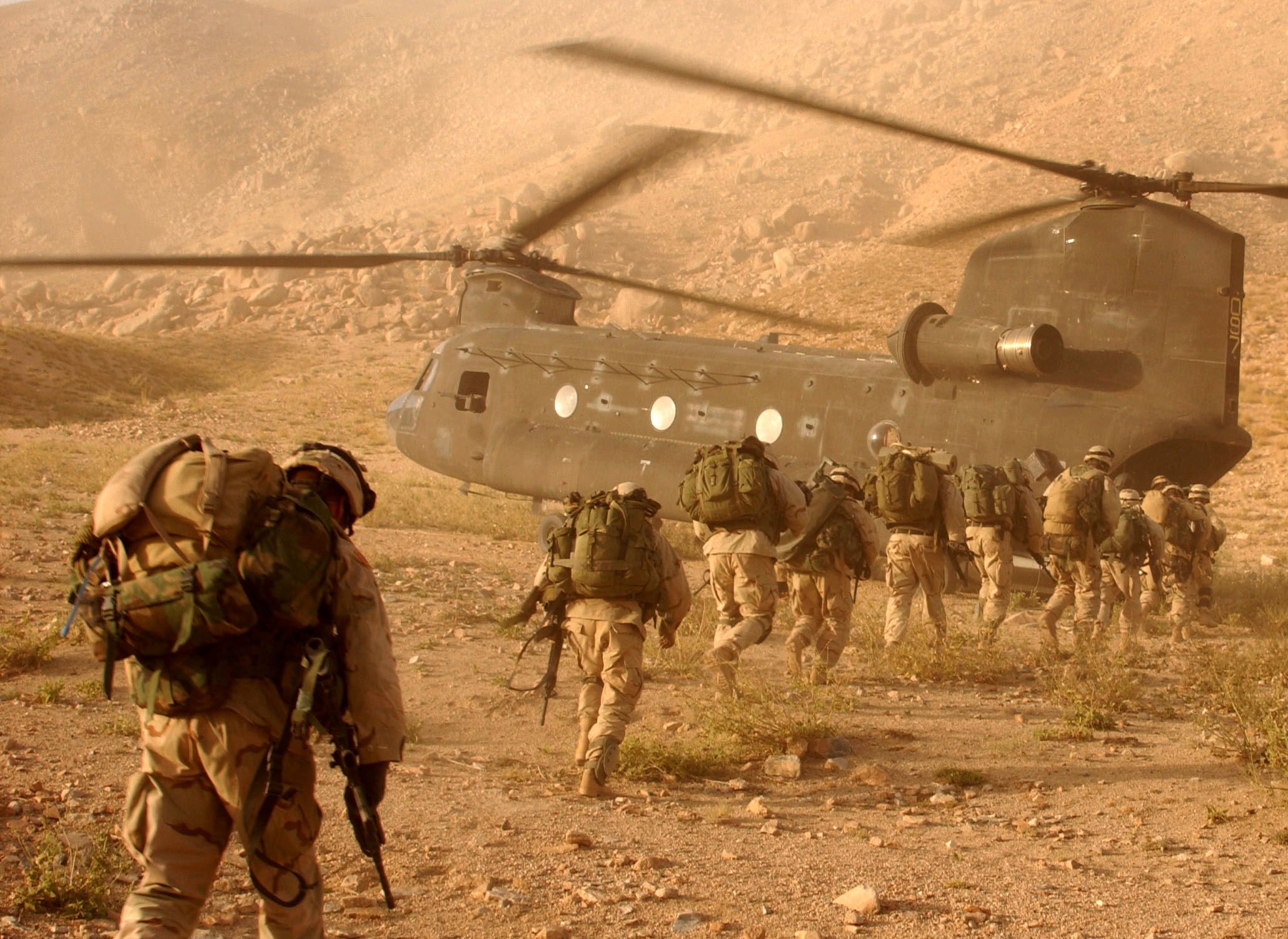
Soldados estadunidenses embarcando em um helicóptero Boeing CH-47 Chinook durante a Operação Anaconda no Afeganistão.

Às 14h40min de 11 de setembro, o secretário da Defesa Donald Rumsfeld emitiu uma rápida ordem à seus assessores para procurar evidências do envolvimento do Iraque nos ataques, de acordo com anotações feitas pelo alto oficial Stephen Cambone. "Melhor informação rápida. Julgo ser boa o bastante para atacar S.H." — se referindo à Saddam Hussein — "ao mesmo tempo. Não apenas UBL" (Osama bin Laden), as notas de Cambone citam Rumsfeld dizendo: "Precisamos nos mover rapidamente — Próximos aos prazos estabelecidos para os alvos — vão com força máxima — vasculhem tudo. Coisas relacionadas ou não.".
O conselho da Organização do Tratado do Atlântico Norte (OTAN) declarou que os ataques contra os Estados Unidos foram considerados um ataque a todos os países da aliança militar e, como tal, correspondem ao 5.º artigo da Carta Magna da organização. Ao voltar para a Austrália após uma visita oficial aos Estados Unidos na época dos ataques, o então primeiro-ministro australiano, John Howard, invocou o artigo IV do tratado ANZUS. Na reação aos atentados, a administração Bush anunciou uma "Guerra ao Terror", com metas estabelecidas de levar Osama bin Laden e a Al-Qaeda à justiça e prevenir o aparecimento de outras redes terroristas. Estes objetivos serão realizados através de sanções econômicas e militares contra os Estados vistos como abrigo de terroristas e aumentando a vigilância global e o compartilhamento de informações.
Em 14 de setembro de 2001, uma resolução conjunta chamada "Autorização para o Uso da Força Militar Contra os Terroristas" foi aprovada pelo Congresso dos Estados Unidos para autorizar o presidente do país a lutar contra os terroristas e as nações que os abrigam. Em 7 de outubro de 2001, a guerra do Afeganistão começou quando as forças americanas e britânicas iniciaram campanhas de bombardeio aéreo em campos do Talibã e da al-Qaeda e depois invadiram o território afegão com tropas terrestres das Forças Especiais. A derrubada do regime talibã no Afeganistão por uma coalizão liderada pelos americanos foi a segunda maior operação de guerra dos Estados Unidos contra o terrorismo internacional fora de seu território e a maior operação militar diretamente relacionada ao terrorismo. O conflito no Afeganistão entre a insurgência talibã e a Força Internacional de Apoio à Segurança (ISAF) está em curso. Filipinas e Indonésia, entre outros países com os seus próprios conflitos internos com o terrorismo islâmico, também aumentaram a sua prontidão militar após os ataques. Em 7 de outubro de 2001, a guerra do Afeganistão começou quando as forças americanas e britânicas iniciaram campanhas de bombardeio aéreo visando os campos do Talibã e da Al-Qaeda, e posteriormente invadiram o Afeganistão com tropas terrestres das Forças Especiais. Isso acabou levando à derrubada do domínio do Talibã no Afeganistão com a Batalha de Candaar em 7 de dezembro de 2001, pelas forças da coalizão lideradas pelos Estados Unidos.
Em 15 de agosto de 2021, a capital afegã, Cabul, sofreu uma ofensiva do Talibã, culminando com a queda do governo afegão e a ascensão do Talibã ao poder mais uma vez. Assim terminou o conflito no Afeganistão entre a insurgência talibã e as forças afegãs apoiadas pela Missão Apoio Resoluto da OTAN. Em 30 de agosto de 2021, os Estados Unidos concluiram a retirada de seus militares do Afeganistão, pouco antes de marcar o 20.º aniversário dos atentados às torres gêmeas. A retirada foi criticada tanto internamente quanto no exterior por ser "caótica e casual", bem como por dar impulso à ofensiva Talibã. Apesar disso, muitos países europeus seguiram o exemplo, como Reino Unido, Alemanha, Itália e Polônia. As Filipinas, Indonésia e outras nações com seus próprios conflitos internos com o terrorismo islâmico, também aumentaram sua prontidão militar. As forças militares americanas e da República Islâmica do Irã cooperaram entre si para derrubar o regime Talibã que tinha conflitos com o governo do Irã. A Força Quds do Irã ajudou as forças americanas e rebeldes afegãos no levante de 2001 em Herat.

### Reação interna
Após os ataques, a taxa de aprovação do presidente George W. Bush subiu para 90%. Em 20 de setembro de 2001, ele dirigiu-se à nação em uma sessão conjunta do Congresso dos Estados Unidos sobre os eventos de 11 de setembro e os subsequentes nove dias de esforços de resgate e recuperação foi criada e descreveu a resposta destinada aos ataques. O papel altamente visível de Rudy Giuliani, então prefeito de Nova Iorque, recebeu elogios na cidade e em todo o país.
Muitos fundos de ajuda foram imediatamente criados para ajudar as vítimas dos atentados, com a missão de prestar assistência financeira para os sobreviventes dos ataques e às famílias das vítimas. Dentro do prazo estabelecido para a compensação das vítimas, que era de 11 de setembro de 2003, 2 833 pedidos haviam sido recebidos das famílias daqueles que foram mortos.
Planos de contingência para continuidade de governo e evacuação de líderes foram executados quase imediatamente após os ataques. No entanto, o Congresso não disse que os Estados Unidos estiveram sob o estatuto de "continuidade de governo" até fevereiro de 2002.
Na maior reestruturação do governo americano na história contemporânea, os Estados Unidos promulgaram a Lei de Segurança Nacional (Homeland Security Act) de 2002 e criaram o Departamento de Segurança Interna (DHS). O Congresso também aprovou o USA PATRIOT Act, dizendo que a legislação iria ajudar a detectar e eliminar o terrorismo e outros tipos de crimes. Grupos defensores das liberdades civis criticaram o Patriot Act, dizendo que a lei permite a invasão da privacidade dos cidadãos e elimina a supervisão judicial da aplicação da lei e da inteligência doméstica. Em um esforço para combater eficazmente futuros atos de terrorismo, amplos poderes foram dados á Agência de Segurança Nacional (NSA). A NSA começou a vigiar as telecomunicações dos cidadãos do país sem mandado judicial, o que foi muito criticado, uma vez que permitiu à agência "espionar os telefonemas e e-mails entre pessoas dos Estados Unidos e pessoas no estrangeiro sem um mandado."
Em 6 de junho de 2002, o então procurador-geral dos Estados Unidos, John Ashcroft, propôs regras que criaram um programa de registro especial obrigatório no Serviço de Imigração e Naturalização (INS) para homens entre 16 e 64 anos que eram cidadãos de determinadas nações estrangeiras e residiam em território norte-americano. Esse homens têm a sua identidade verificada, são entrevistados, fotografados e têm suas impressões digitais coletadas. O chamado Sistema de Registro de Entrada e Saída de Segurança Nacional (NSEERS), é composto por dois programas, o monitoramento de chegadas e partidas, de um lado, e as inscrições voluntárias daqueles que já estão nos Estados Unidos. O Departamento de Justiça agia sob a autoridade da Lei de Imigração e Nacionalidade de 1952, que havia autorizado um sistema de registro, mas foi caducada em 1980 por causa de problemas com o orçamento. Ashcroft identificou aqueles que eram obrigados a se registrar como "indivíduos de elevada preocupação para a segurança nacional que permanecerem no país por mais de 30 dias". O processamento das chegadas aos Estados Unidos começou em outubro de 2002. O programa centrou-se primeiramente nas chegadas do Irã, Iraque, Líbia, Sudão e Síria. Foram registradas 127 694 pessoas antes do processo ser extinto e o programa de triagem universal ter sido posto em prática.

#### Crimes de ódio
Vários incidentes de assédio e crimes de ódio contra muçulmanos e sul-asiáticos foram registrados nos dias seguintes aos ataques de 11/9. Sikhs também tornaram-se alvo porque os homens que seguem o sikhismo geralmente usam turbantes, que são estereotipados e associados com os muçulmanos. Houve relatos de ataques a mesquitas e outros edifícios religiosos (incluindo o bombardeio de um templo hindu), e agressões a pessoas, incluindo um assassinato: Balbir Singh Sodhi, um sikh confundido com um muçulmano que foi morto a tiros em 15 de setembro de 2001, em Mesa, Arizona.
De acordo com um estudo acadêmico, as pessoas associadas com o Oriente Médio tinham a mesma probabilidade de serem vítimas de crimes de ódio, assim como os seguidores do islamismo durante esta época. O estudo também constatou um aumento semelhante em crimes de ódio contra pessoas que podem ser identificadas como muçulmanas, árabes e outros povos vistos como originários do Oriente Médio. Um relatório do grupo de defesa dos americanos sul-asiáticos conhecido como South Asian Americans Leading Together, documentou 645 incidentes de preconceito contra os americanos do sul da Ásia ou do Oriente Médio entre 11 e 17 de setembro. Vários crimes, tais como incêndios, vandalismos, assaltos, tiroteios, perseguições e ameaças foram documentados em vários lugares.

### Reação internacional

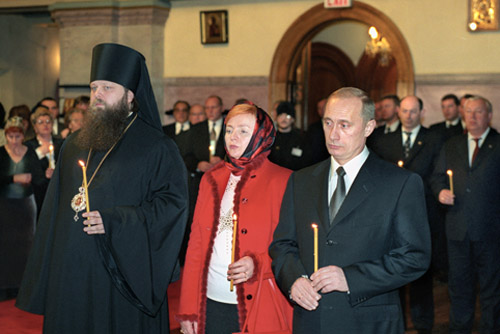
Vladimir Putin e sua esposa em uma homenagem às vítimas dos atentados de 11 de setembro, em 16 de novembro de 2001.

Os ataques foram anunciados pelos meios de comunicação e governos de todo o mundo. Em todo o planeta, as nações pró-americanas ofereceram apoio e solidariedade. Líderes na maioria dos países do Oriente Médio e Afeganistão, condenaram os ataques. O Iraque foi uma notável exceção, ao fazer uma declaração oficial imediata, dizendo: "os cowboys americanos estão colhendo os frutos de seus crimes contra a humanidade". Embora o governo da Arábia Saudita tenha condenado oficialmente os ataques, muitos sauditas apoiam a causa de Bin Laden. Como nos Estados Unidos, após os ataques houve um aumento das tensões entre muçulmanos e não-muçulmanos em outros países.
A Resolução 1368 do Conselho de Segurança das Nações Unidas condenou os ataques e manifestou disponibilidade para tomar todas as medidas necessárias para responder e combater todas as formas de terrorismo, em conformidade com a sua Carta Magna. Vários países introduziram algum tipo de legislação antiterrorismo e congelaram as contas bancárias suspeitas de terem ligações com a Al-Qaeda. A aplicação da lei e as agências de inteligência em vários países também prenderam supostos terroristas.
Dezenas de milhares de pessoas tentaram fugir do Afeganistão após os ataques, temendo uma resposta por parte do governo dos Estados Unidos. O Paquistão, que já abriga muitos refugiados afegãos de conflitos anteriores, fechou sua fronteira com o Afeganistão em 17 de setembro de 2001. Cerca de um mês após os ataques, os Estados Unidos lideraram uma ampla coalizão de forças internacionais para derrubar o regime talibã no Afeganistão por ter acolhido a al-Qaeda. Embora as autoridades paquistanesas terem inicialmente relutado em se alinhar com os Estados Unidos contra o talibã, elas permitiram o acesso da coalizão a suas bases militares e mais de 600 presos foram entregues para os Estados Unidos como suspeitos membros da al-Qaeda.
Os Estados Unidos usaram a Prisão de Guantánamo, na Base Naval da Baía de Guantánamo em Cuba, para manter os presos que eles definiram como "combatentes inimigos ilegais". A legitimidade destas detenções foi questionada pela União Europeia e por organizações de direitos humanos.

## Consequências posteriores

### Efeitos econômicos

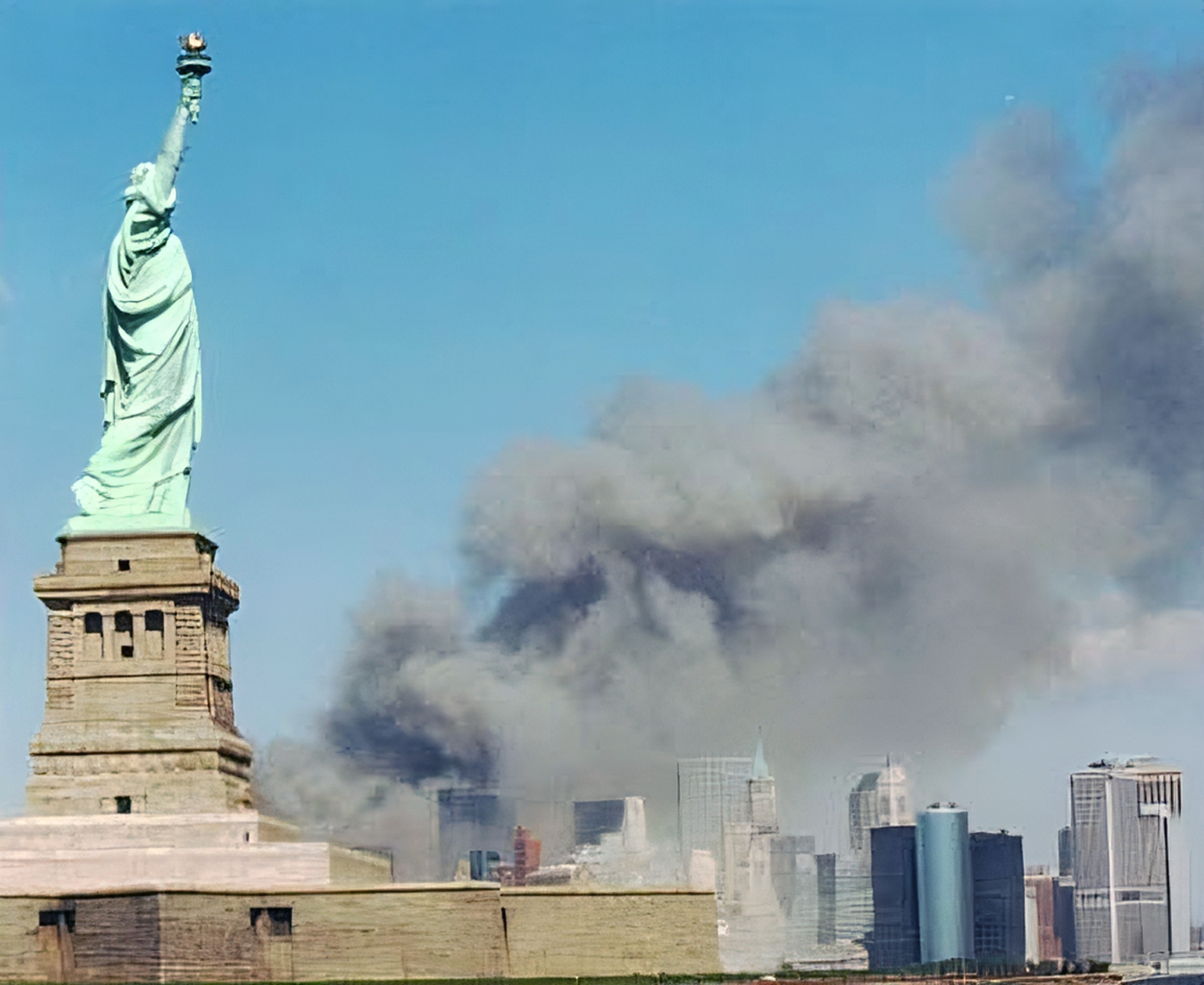
Vista da Estátua da Liberdade com a fumaça proveniente do colapso das Torres Gêmeas ao fundo.

Os ataques tiveram um impacto econômico significativo nos Estados Unidos e nos mercados mundiais. A New York Stock Exchange (NYSE), a American Stock Exchange (AMEX) e a NASDAQ não abriram em 11 de setembro e permaneceram fechadas até 17 de setembro. Quando os mercados de ações reabriram, o Dow Jones Industrial Average (DJIA), índice do mercado de ações, caiu 684 pontos, ou 7,1%, para 8 921, um recorde de recuo de um ponto em um dia.
Até o final de semana, o DJIA tinha caído 1 369,7 pontos (14,3%), até então, a maior queda em uma semana na história, embora mais tarde ultrapassada em 2008, durante a crise financeira global. As bolsas estadunidenses perderam 1,4 trilhão de dólares em valor em uma semana. Isto é o equivalente a 1,72 trilhão de dólares em termos atuais.
Em Nova Iorque, cerca de 430 mil postos de trabalho por mês e 2,8 bilhões de dólares em salários foram perdidos nos três meses seguintes ao 11/09. Os efeitos econômicos foram mais fortes principalmente nos setores econômicos da cidade que lidavam com exportações. Estima-se que o PIB da cidade diminuiu 27,3 bilhões dólares nos últimos três meses de 2001 e em todo o ano de 2002. O governo federal concedeu 11,2 bilhões de dólares em assistência imediata ao Governo de Nova Iorque em setembro de 2001 e 10,5 bilhões de dólares no início de 2002 para o desenvolvimento econômico e para necessidades de infraestrutura.
Os ataques de 11 de setembro também prejudicaram as pequenas empresas em Lower Manhattan, próximas ao World Trade Center, destruindo ou deslocando cerca de 18 mil delas. Foi prestada assistência por empréstimos Small Business Administration e pela Community Development Block Grants and Economic Injury Disaster Loans do governo federal. Cerca de 2 960 000 m² do espaço de escritórios de Lower Manhattan foi danificado ou destruído.

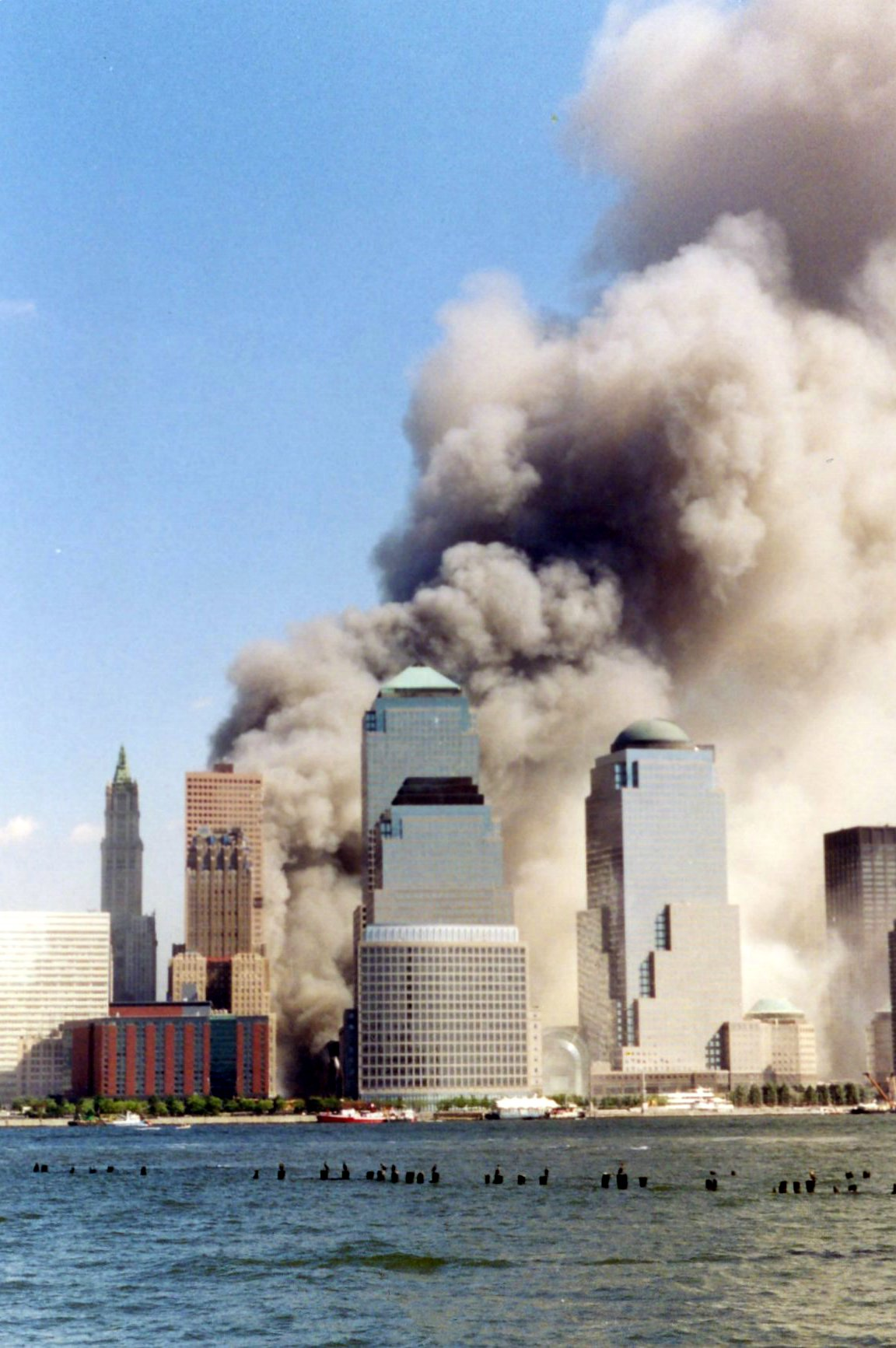
O Ground Zero após o colapso das torres.

Muitos se perguntam se esses postos de trabalho seriam repostos e se a base tributária danificada iria se recuperar. Os estudos dos efeitos econômicos do 11 de setembro mostram que o mercado imobiliário de escritórios em Manhattan e o emprego de escritórios foram menos afetados do que o inicialmente esperado, devido as necessidades de serviços financeiros da indústria.
O espaço aéreo estadunidense foi fechado por vários dias após os ataques e as viagens aéreas diminuíram após a sua reabertura, levando a uma redução de quase 20% da capacidade de transporte aéreo e agravando os problemas financeiros da indústria aérea do país.

### Efeitos na legislação antiterrorismo
Como resultado dos ataques, muitos governos por todo o mundo alteraram ou criaram uma legislação antiterrorismo. Na Alemanha, onde vários dos terroristas do 11 de setembro tinham morado e tirado proveito das políticas alemãs liberais de asilo, dois grandes pacotes de leis antiterrorismo foram decretados. O primeiro removeu brechas legais que permitiam que terroristas vivessem e levantassem dinheiro na Alemanha. O segundo abordou a eficácia e a comunicação da inteligência do governo e a aplicação da lei. O Canadá aprovou Lei Canadense Antiterrorismo, a primeira legislação antiterrorismo da nação. O Reino Unido decretou a Lei de Antiterrorismo, Crime e Segurança de 2001 e a Lei de Prevenção ao Terrorismo de 2005. A Nova Zelândia decretou a Lei de Supressão ao Terrorismo de 2002.
Nos Estados Unidos, o Departamento de Segurança Interna foi criado para coordenar os esforços nacionais antiterrorismo. O USA PATRIOT Act deu ao governo federal mais poder, incluindo a autoridade de deter estrangeiros suspeitos de terrorismo por uma semana sem acusação, para monitorar as comunicações de telefone, e-mail e o uso da internet por suspeitos de terrorismo e para processar suspeitos de terrorismo sem restrições de tempo. A Administração Federal de Aviação (FAA) ordenou que os cockpits dos aviões deviam ser reforçados para evitar que terroristas tomem o controle das aeronaves e permitiu a presença de oficiais do governo em voos. Além disso, a Lei de Segurança da Aviação e Transportes tornou o governo federal, e não mais os aeroportos, os responsáveis pela segurança dos aeroportos. A lei criou uma força de segurança federal para inspecionar passageiros e bagagens, causando atrasos e preocupação com a privacidade dos passageiros.

### Efeitos na saúde

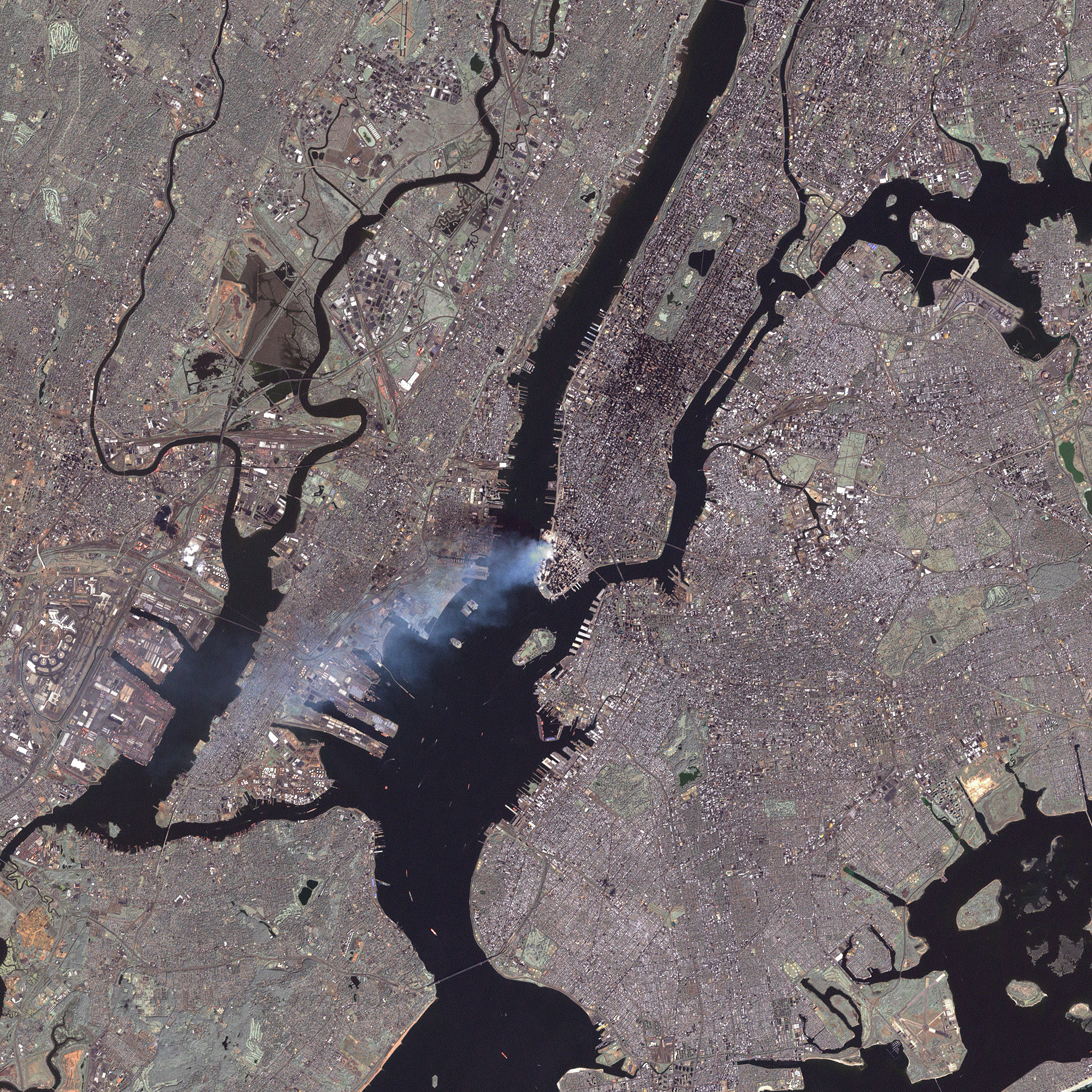
Imagem de satélite de Nova Iorque com o rastro de poeira deixado pelo colapso das torres (NASA).

As milhares de toneladas de detritos tóxicos resultantes do colapso das Torres Gêmeas consistiram em mais de 2 500 contaminantes, incluindo agentes cancerígenos conhecidos. Isto conduziu a doenças debilitantes entre os trabalhadores de emergência e de resgate, que muitos afirmam serem diretamente relacionados com a exposição de detritos. Por exemplo, o oficial do NYPD, Macri Frank, morreu de câncer de pulmão que se espalhou por todo o seu corpo em 3 de setembro de 2007; sua família afirma que o câncer é o resultado de longas horas no local dos atentados e requer a linha de benefícios em caso de morte, que a cidade de Nova Iorque tem ainda de se pronunciar sobre.
Os efeitos na saúde também se estenderam para alguns moradores, estudantes e trabalhadores de escritórios de Lower Manhattan e do Chinatown da cidade. Várias mortes foram ligadas à poeira tóxica causada pelo colapso do World Trade Center e os nomes das vítimas serão incluídas no memorial do World Trade Center. Existe também a especulação científica que a exposição a vários produtos tóxicos no ar podem ter efeitos negativos no desenvolvimento fetal. Devido a este risco potencial para crianças o centro de saúde ambiental está atualmente analisando as crianças cujas mães estavam grávidas durante o colapso do WTC e estavam morando ou trabalhando perto das torres do World Trade Center.

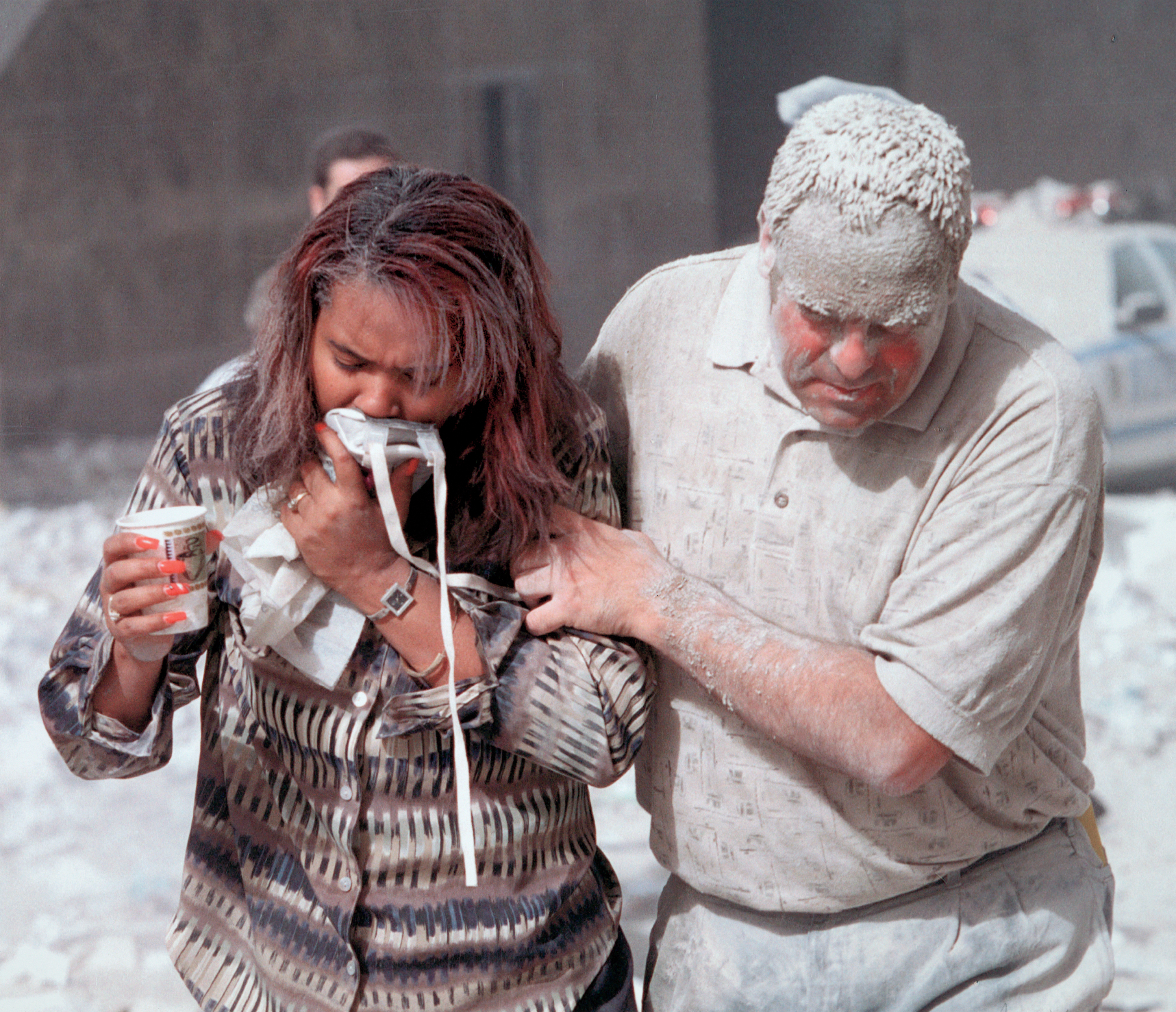
Sobreviventes ficaram cobertos de poeira tóxica após o colapso das torres.

Um estudo da equipe de resgate lançado em abril de 2010 constatou que todos os trabalhadores estudados tinham comprometimento da função pulmonar e que de 30% a 40% dos trabalhadores estavam relatando sintomas persistentes que começaram no primeiro ano do ataque com pouca ou nenhuma melhora desde então.
As disputas legais sobre os custos de atendimento de doenças relacionadas com os ataques ainda estão no sistema judicial. Em 17 de outubro de 2006, o juiz federal Alvin Hellerstein rejeitou a recusa de Nova Iorque para pagar os custos da saúde para os trabalhadores de salvamento, permitindo a possibilidade de vários processos contra a cidade. Os funcionários do governo foram acusados de incitar o público a retornar à Lower Manhattan nas semanas logo após os ataques. Christine Todd Whitman, administradora da Agência de Proteção Ambiental dos Estados Unidos (EPA), na sequência dos ataques, foi duramente criticada por dizer incorretamente que a área dos ataques era ambientalmente segura. O presidente George W. Bush foi criticado por interferir nas interpretações da EPA e por pronunciamentos sobre a qualidade do ar na sequência do ataques. Além disso, o então prefeito, Rudolph Giuliani, foi criticado por incitar o pessoal do setor financeiro para voltar rapidamente à maior área de Wall Street.
Alguns estadunidenses ficaram preocupados com a possibilidade de utilizar aviões para viagens, fazendo maior uso de automóveis. Isto resultou em uma estimativa 1 595 mortes "em excesso" nas auto-estradas do país no ano seguinte aos atentados.

### Impacto cultural

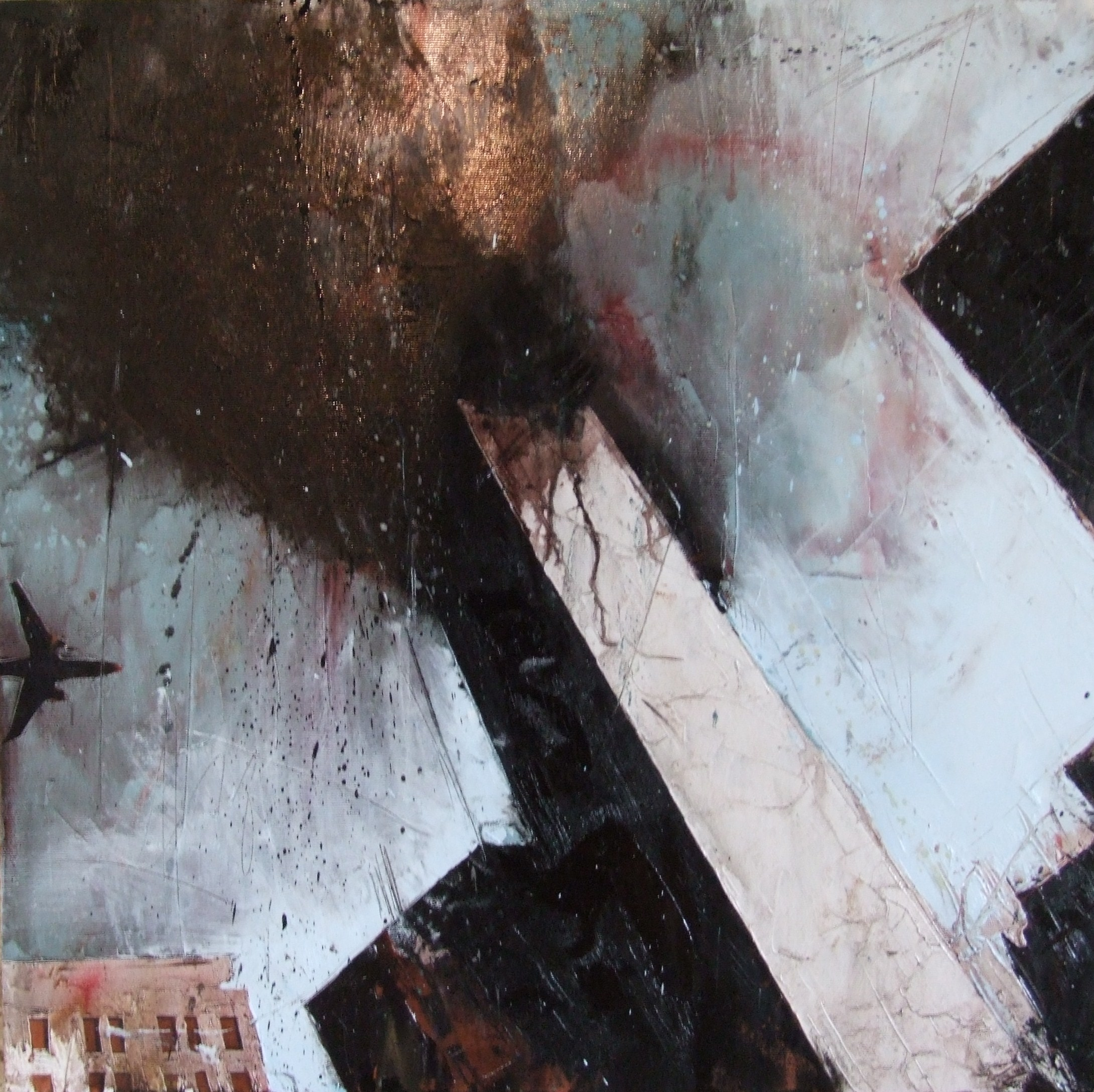
Vanity Fair, do artista contemporâneo britânico Guy Denning.

O impacto do 11 de setembro se estende para além da geopolítica na sociedade e na cultura em geral. Algumas das reações imediatas aos atentados incluíram maior foco na vida familiar, maior participação na igreja e expressões aumento de patriotismo, como hastear a bandeira.
A indústria do rádio respondeu removendo certas músicas das listas de reprodução e os ataques foram posteriormente utilizados como background ou como elementos temáticos no cinema, televisão, música e literatura. Programas de televisão já em execução e programas desenvolvidos após os ataques têm refletido as preocupações culturais pós-11 de Setembro.
As teorias conspiratórias sobre os ataques de 11 de setembro de 2001 tornaram-se fenômenos sociais, apesar do apoio insignificante de tais opiniões por cientistas, engenheiros, especialistas e historiadores renomados.
O 11 de Setembro também teve um grande impacto sobre a fé religiosa de muitos indivíduos; para alguns a reforçou para encontrar consolo para lidar com a perda de entes queridos e superar a dor, outros começaram a questionar sua fé ou a perderam totalmente, porque não conseguiam conciliar os ataques com a sua visão religiosa.

## Investigações

### FBI

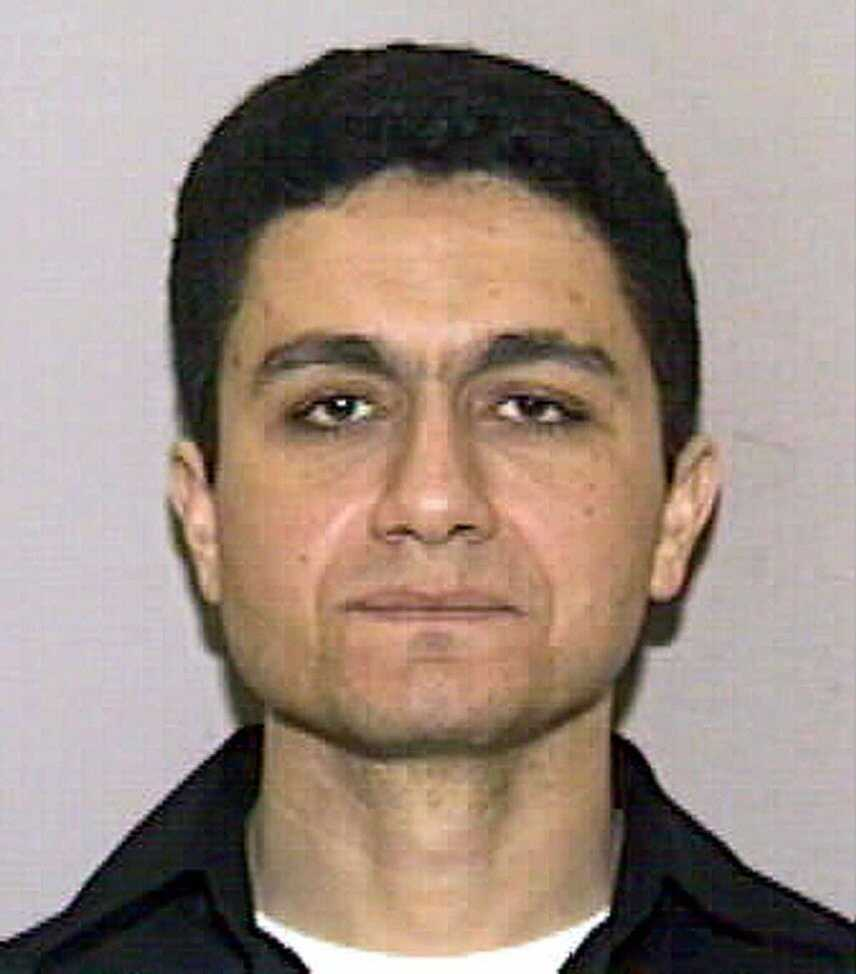
Mohamed Atta, o líder dos sequestradores.

Imediatamente após os ataques, o Escritório Federal de Investigação (FBI) começou o PENTTBOM, o maior inquérito criminal da história dos Estados Unidos. No seu auge, mais de metade dos agentes do FBI trabalhou nessa investigação. O FBI concluiu que havia evidências "claras e irrefutáveis" ligando a al-Qaeda e Bin Laden aos ataques.
A instituição logo foi capaz de identificar os sequestradores, incluindo o líder Mohamed Atta, quando sua bagagem foi descoberta no Aeroporto Internacional de Boston. Devido a uma confusão, a bagagem não entrou a bordo do Voo 11 da American Airlines, conforme o planejado. A bagagem continha os nomes, as atribuições e as conexões dos sequestradores e da al-Qaeda. "Ele tinha todos esses documentos em língua árabe que resultaram na Pedra de Roseta da investigação", disse um agente do FBI.
Poucas horas depois dos ataques, o FBI divulgou os nomes e, em muitos casos, os dados pessoais dos pilotos suspeitos e dos sequestradores. Ao meio-dia, a Agência de Segurança Nacional (NSA) e as agências de inteligência alemãs interceptaram comunicações que apontavam para Osama bin Laden. Em 27 de setembro de 2001, o FBI divulgou as fotos dos 19 sequestradores, juntamente com informações sobre as possíveis nacionalidades e pseudônimos de cada um deles. Quinze dos homens eram da Arábia Saudita, dois dos Emirados Árabes Unidos, um do Egito (Atta) e um do Líbano.

### Comissão do 11/9
A Comissão Nacional dos Ataques Terroristas nos Estados Unidos (Comissão do 11/9), presidida pelo ex-governador de Nova Jérsei, Thomas Kean, foi formada no final de 2002 para preparar um relatório completo das circunstâncias que envolveram os ataques, incluindo o planejamento e a resposta imediata aos atentados. Em 22 de julho de 2004, a Comissão do 11/9 emitiu o Relatório da Comissão do 11 de Setembro. O documentou detalhou os acontecimentos do dia dos ataques, concluiu que os atentados foram realizados por membros da al-Qaeda e examinou como as agências de segurança e inteligência estavam inadequadamente coordenadas para evitar os atentados. Formada a partir de um grupo independente bipartidário de senadores, a maioria dos antigos parlamentares, comissários e governadores, explicou: "Nós acreditamos que os ataques de 11/9 revelou quatro tipos de falhas: na imaginação, na política, nos recursos e na gestão". A comissão fez inúmeras recomendações sobre como prevenir futuros ataques e, em 2011, constatou-se que várias dessas recomendações ainda não haviam sido implementadas.

### Colapso do World Trade Center

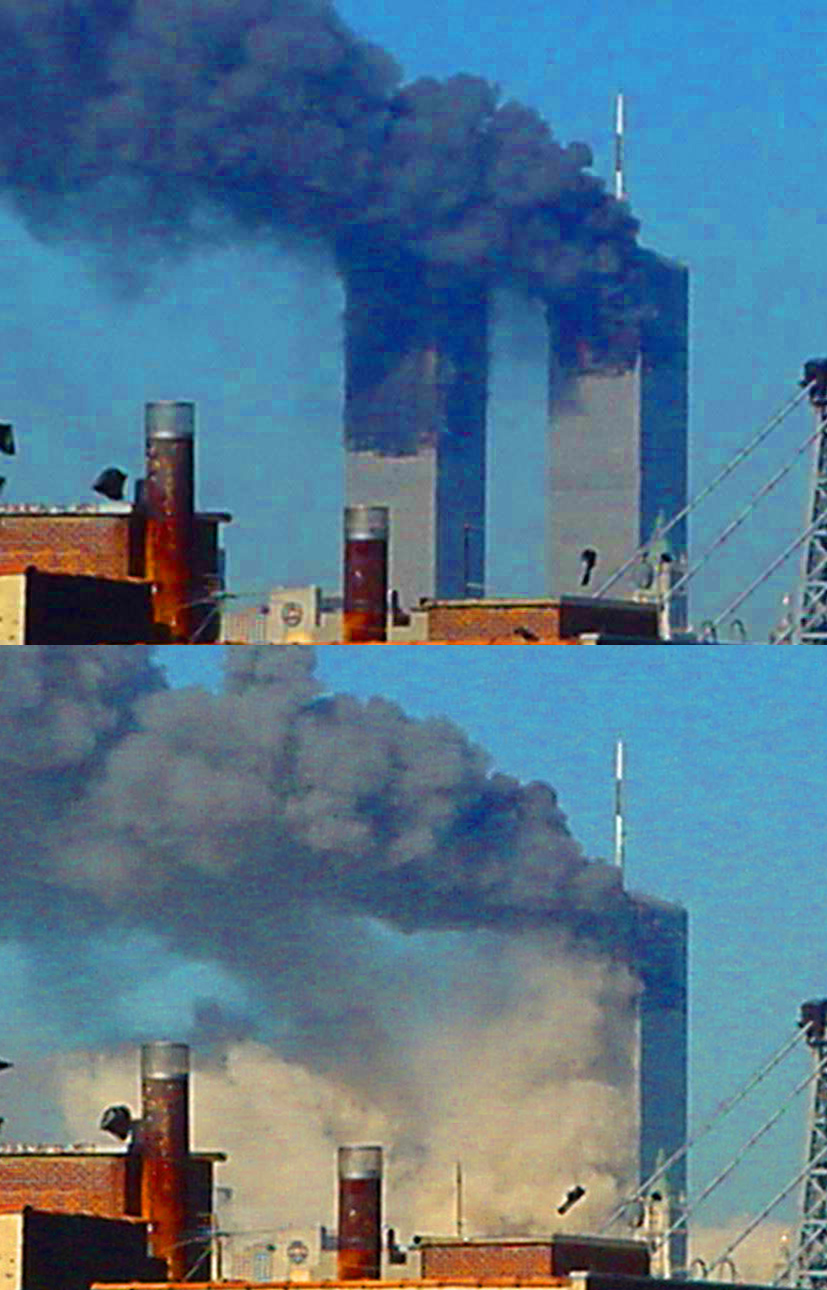
O colapso do World Trade Center visto de Williamsburg, Brooklyn.

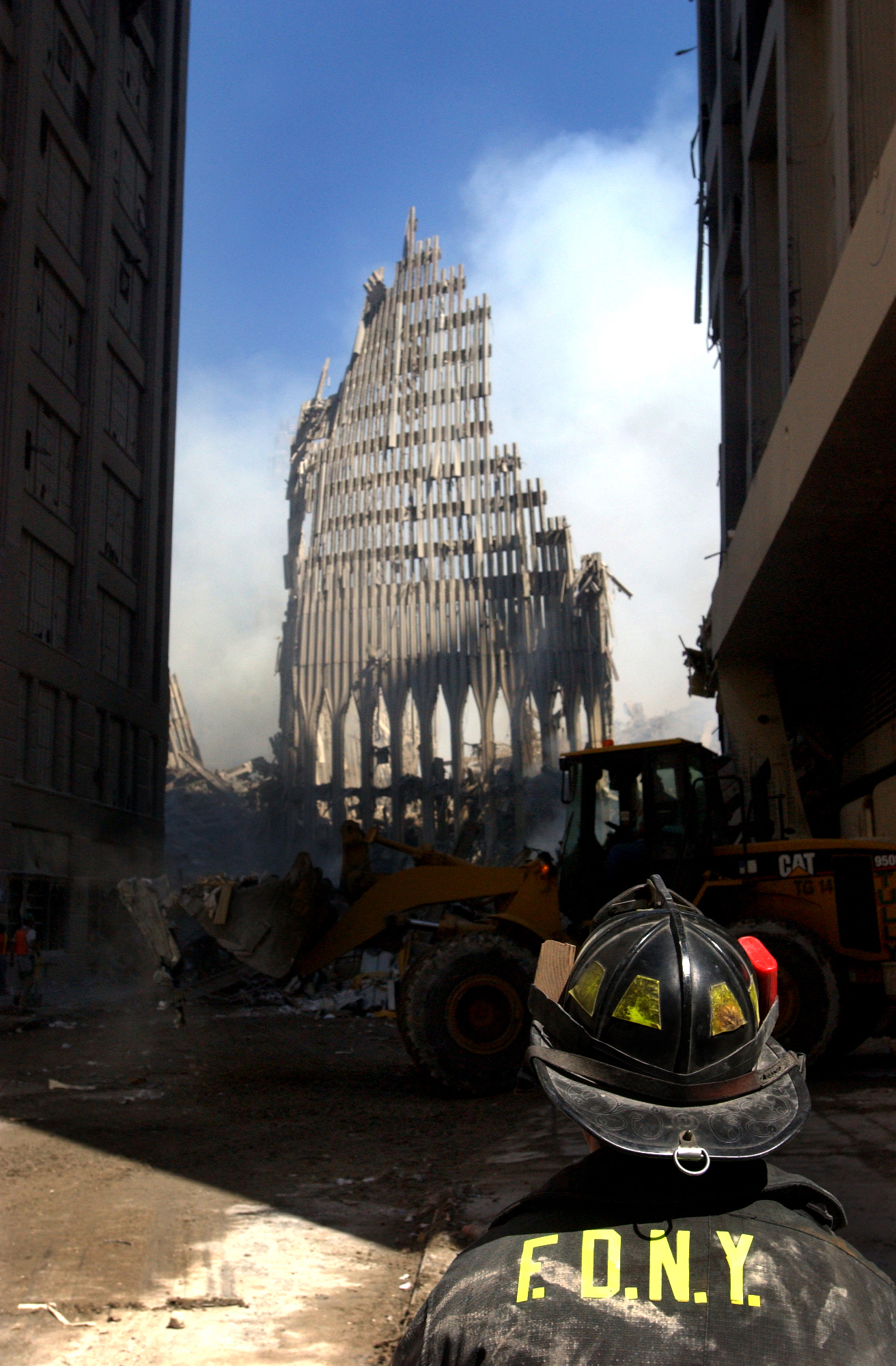
As colunas exteriores de apoio do nível mais baixo da torre sul permaneceram de pé após o desabamento do prédio.

O Instituto Nacional de Padrões e Tecnologia (NIST) dos Estados Unidos investigou o colapso das Torres Gêmeas e da Torre 7 do World Trade Center. As investigações examinaram o porquê de os prédios terem desmoronado, quais medidas de proteção contra incêndios estavam no local e como sistemas de proteção contra incêndio podem ser melhorados em construções futuras. A investigação sobre o colapso do WTC 1 e WTC 2 foi concluída em outubro de 2005 e a do WTC 7 foi concluída em agosto de 2008.
O NIST constatou que a infraestrutura de aço à prova de fogo das Torres Gêmeas foi arrancada pelo impacto inicial dos aviões e que, se isso não tivesse acontecido, as torres provavelmente teriam permanecido de pé. Um estudo de 2007 do colapso da Torre Norte e publicado por pesquisadores da Universidade de Purdue determinou que, uma vez que o impacto do avião retirou a maior parte do isolamento térmico da estrutura, o calor do incêndio dos escritórios teria amolecido e enfraquecido as vigas e colunas expostas o suficiente para iniciar o colapso do edifício, independentemente do número de colunas arrebentadas ou danificadas pelo impacto.
O diretor do relatório inicial afirmou que "as torres ficaram surpreendentemente bem. A aeronave terrorista não levou os edifícios abaixo; foi o incêndio que se seguiu. Foi provado que você pode tirar dois terços das colunas de uma torre e o prédio ainda estaria de pé". Os incêndios enfraqueceram as vigas que suportavam os pisos, levando ao afundamento dos andares. A flacidez dos pisos puxou as colunas de aço exteriores, o que levou as colunas exteriores a se curvarem para dentro. Com o dano nas colunas centrais, as colunas exteriores fumegantes já não podiam suportar a estrutura dos edifícios, fazendo-os entrar em colapso. Além disso, o relatório descobriu escadas nas torres que não foram adequadamente reforçadas para proporcionar uma evacuação de emergência adequada para as pessoas que estavam acima das zonas de impacto. O NIST concluiu que incêndios descontrolados no WTC 7 queimaram o piso e as vigas e, posteriormente, "causaram uma falha crítica do apoio da coluna, dando início a um colapso induzido pelo progressivo incêndio que levou o edifício abaixo".

### Investigação interna da CIA
O inspetor geral da Agência Central de Inteligência (CIA) realizou uma avaliação interna do desempenho pré-11/9 da agência e foi duramente crítico aos altos funcionários da CIA por não fazerem todo o possível para enfrentar o terrorismo. Ele criticou sua incapacidade de parar dois dos sequestradores, Nawaf al-Hazmi e Khalid al-Mihdhar, quando eles entraram nos Estados Unidos e sua incapacidade de compartilhar informações sobre os dois homens com o FBI. Em maio de 2007, os senadores de ambos os principais partidos políticos dos Estados Unidos elaboraram uma legislação para tornar pública a revisão. Um dos apoiadores, o senador Ron Wyden, disse: "O povo americano tem o direito de saber o que a Agência Central de Inteligência estava fazendo naqueles meses críticos antes de 11/9".

### Suspeita de financiamento saudita

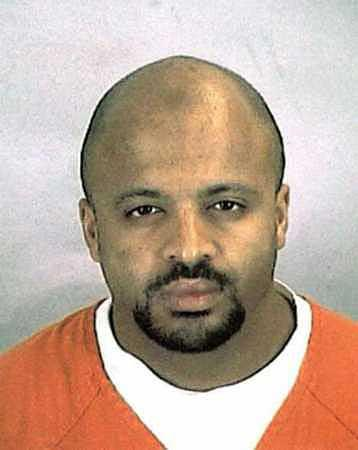
Zacarias Moussaoui.

Em fevereiro de 2015, Zacarias Moussaoui, ex-membro da Al Qaeda que cumpre prisão perpétua por participação nos ataques, disse a advogados de vítimas do atentado que membros da família real da Arábia Saudita deram apoio ao grupo militante islâmico. Zacarias Moussaoui fez as declarações em depoimento prestado em um tribunal federal em Manhattan. Ele afirmou que uma lista de doadores do final da década de 1990 que ele montou durante a liderança de Osama bin Laden na Al Qaeda incluía algumas autoridades sauditas, como o príncipe Turki al-Faisal Al Saud, ex-chefe da inteligência saudita. Moussaoui também disse que teve um encontro na cidade de Kandahar, no Afeganistão, com uma autoridade da embaixada da Arábia Saudita em Washington e que os dois iriam juntos aos Estados Unidos para planejar e executar um ataque contra o avião presidencial dos Estados Unidos, o Air Force One. A embaixada saudita disse nesta quarta-feira que as acusações de Moussaoui pareciam ter o objetivo de prejudicar as relações entre Arábia Saudita e Estados Unidos e contradiziam as conclusões da Comissão do 11 de Setembro, que não encontrou evidências de financiamentos sauditas à Al Qaeda.
As declarações de Moussaoui somam-se a uma seção ainda secreta do relatório dos comitês de inteligência do Congresso dos Estados Unidos sobre os atentados, que consiste em 28 páginas que examinam o apoio dado aos terroristas e que supostamente implicam sauditas proeminentes no financiamento ao terrorismo. Críticos no Congresso apontam que os governos Bush e Obama mantiveram o documento sob sigilo por medo de atrapalhar as relações com a Arábia Saudita, um parceiro econômico e militar influente no Oriente Médio, e não pela segurança nacional. O governo saudita afirmou que defende a divulgação das 28 páginas do relatório, porque tornaria mais fácil refutar imputações que define como infundadas.

### Teorias conspiratórias

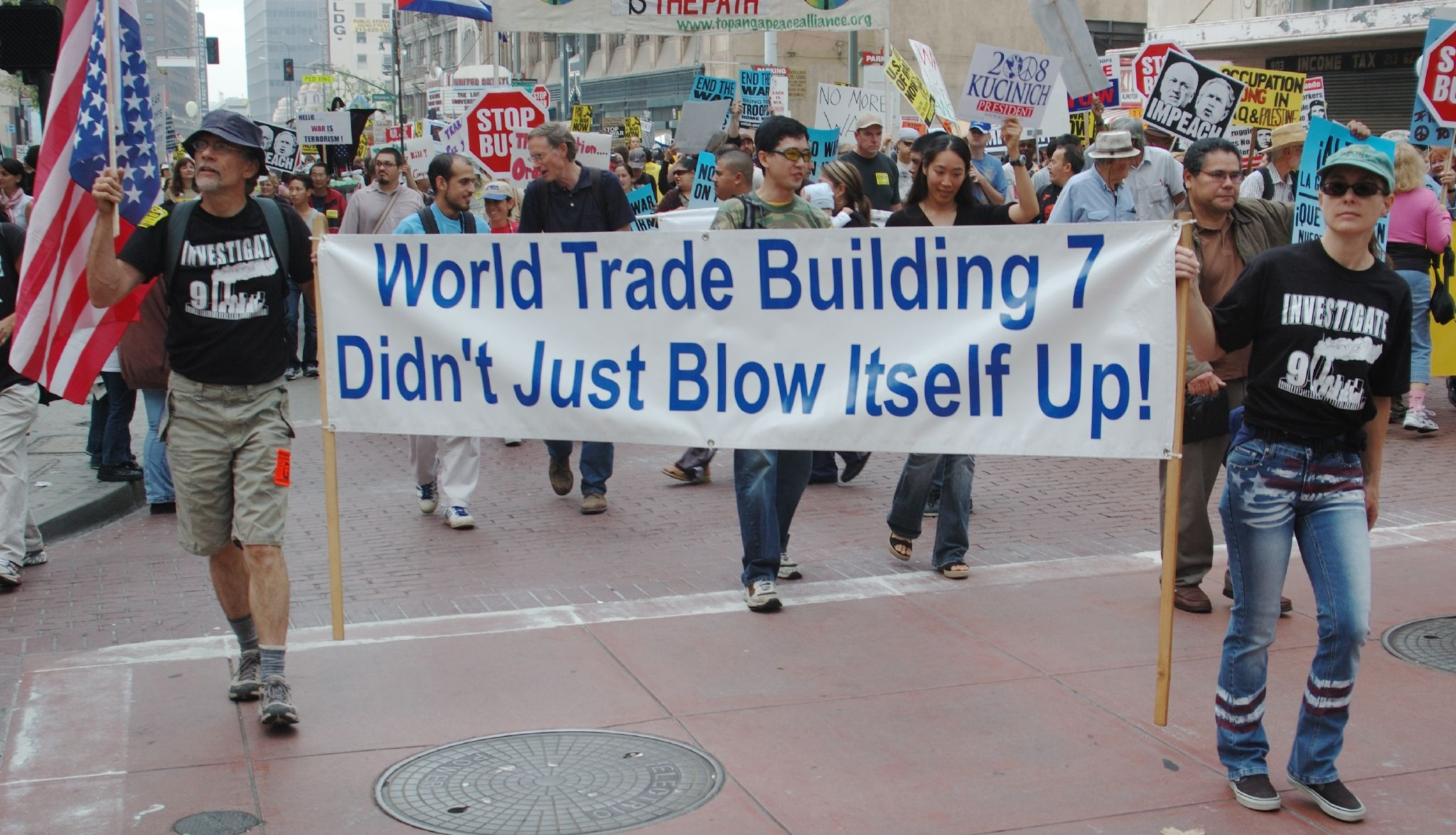
Manifestantes do Movimento 9/11 Truth, que contestam as declarações oficiais sobre os ataques.

Após a divulgação dos resultados das investigações oficiais sobre os atentados, muitos civis, físicos, engenheiros, militares, pilotos e alguns dos sobreviventes questionaram a versão governamental sobre as causas e os responsáveis pelos ataques. Os teóricos da conspiração discordam da versão oficial dos atentados, questionam as motivações e as partes envolvidas por trás deles, e se envolveram em investigações independentes. Algumas das teorias da conspiração veem os ataques como um casus belli através de uma operação de bandeira falsa (como com a malsucedida Operação Northwoods, nos anos 1960) para trazer o aumento da militarização e do poder do governo sobre a população. Os defensores das teorias conspiratórias do 11 de setembro têm sugerido que indivíduos dentro dos Estados Unidos possuíam informações detalhadas sobre os ataques e deliberadamente optaram por não evitá-los, ou que indivíduos de fora da al-Qaeda planejaram, realizaram ou auxiliaram a realização dos atentados. Uma pesquisa realizada em 2013 pela empresa de pesquisa de mercado YouGov e publicada próximo ao décimo segundo aniversário dos ataques apontou que um em cada dois norte-americanos ainda tem dúvidas sobre a versão do governo do país sobre as causas e consequências dos atentados de 11 de setembro.

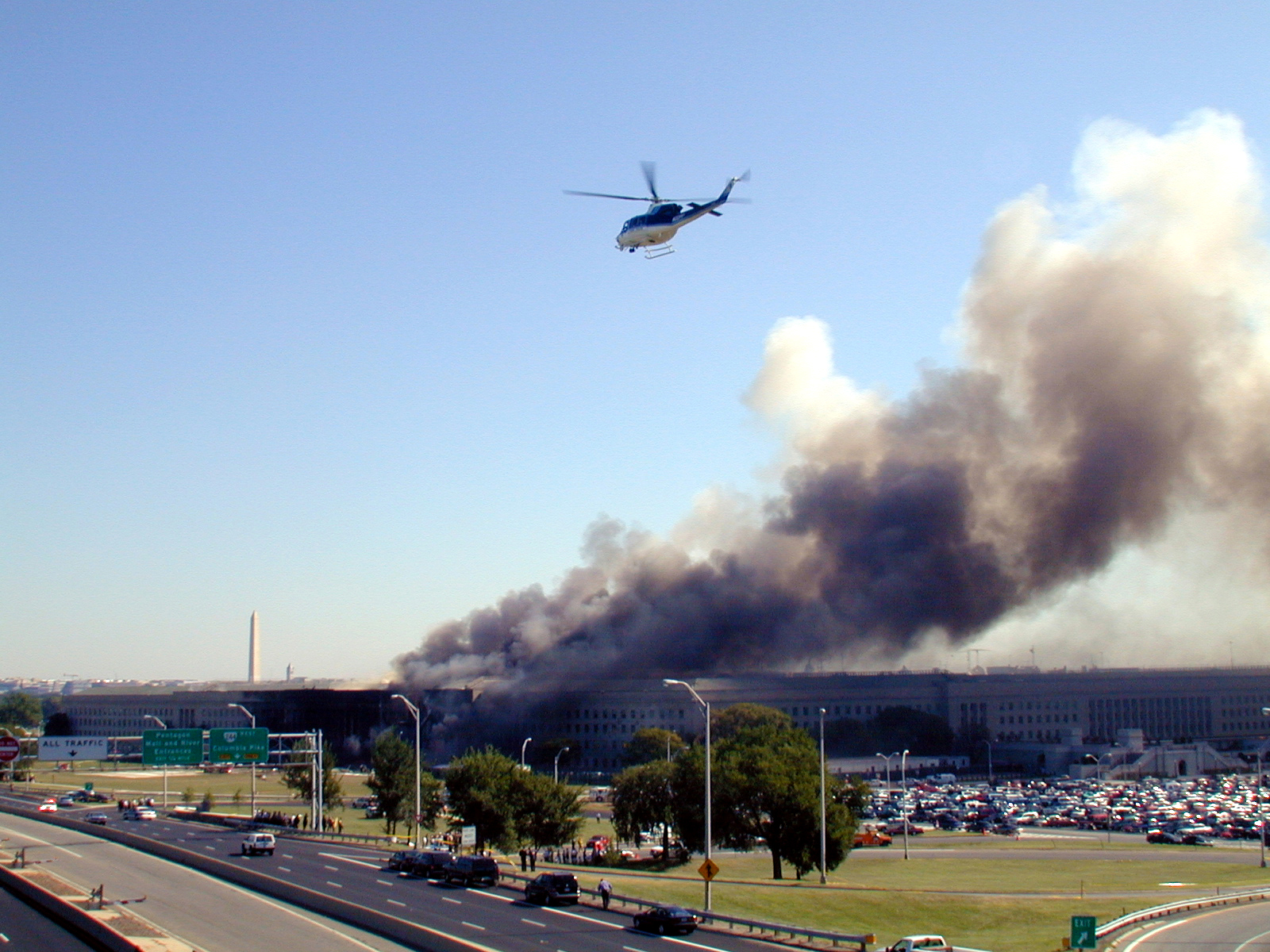
O Pentágono no dia dos ataques.

O principal ponto de controvérsia é o colapso estrutural das Torres Gêmeas e da Torre 7 do complexo do World Trade Center. Alguns teóricos da conspiração reivindicam que o World Trade Center não entrou em colapso por causa da colisão das aeronaves, mas que foi implodido com a ajuda de explosivos. Esta hipótese de demolição controlada, no entanto, é rejeitada por renomadas organizações como o Instituto Nacional de Padrões e Tecnologia e a Sociedade Americana de Engenheiros Civis, que, após investigação, concluíram que os impactos dos aviões em alta velocidade, associados aos incêndios posteriores, causaram o colapso das duas torres.
O ataque ao Pentágono também levantou diversas dúvidas. Um dos pontos questionados é que, por ser um edifício relativamente baixo, a sede do Departamento de Defesa dos Estados Unidos seria um alvo difícil para um Boeing 757 a uma velocidade de 560 quilômetros por hora acertar com precisão. Entre os que questionam a versão oficial está o grupo Pilots for Truth (em português:  Pilotos pela Verdade — tradução livre), que afirma que não foram encontradas marcas das asas do avião ou destroços da aeronave no local do impacto. Também causou controvérsia a falta de testemunhas oculares do momento do ataque, a rapidez com que o FBI recolheu as gravações de circuito interno de câmeras da região do Pentágono imediatamente após a explosão, além do fato das poucas imagens disponibilizadas não mostrarem o momento do choque do 757 contra o prédio. O jornalista e cientista político francês Thierry Meyssan defende em seu livro 11 de setembro de 2001 — Uma Terrível Farsa que o Pentágono foi, na verdade, atingido por um míssil. A explicação da Sociedade Americana de Engenheiros Civis para o buraco na fachada do Pentágono foi a de que um avião, quando bate, não deixa uma silhueta perfeita de si. Além disso, corpos de passageiros foram identificados nos escombros. A falta de destroços do avião seria explicada pelo fato de que, com o impacto e a explosão subsequente, a aeronave teria sido praticamente desintegrada.

## Memoriais

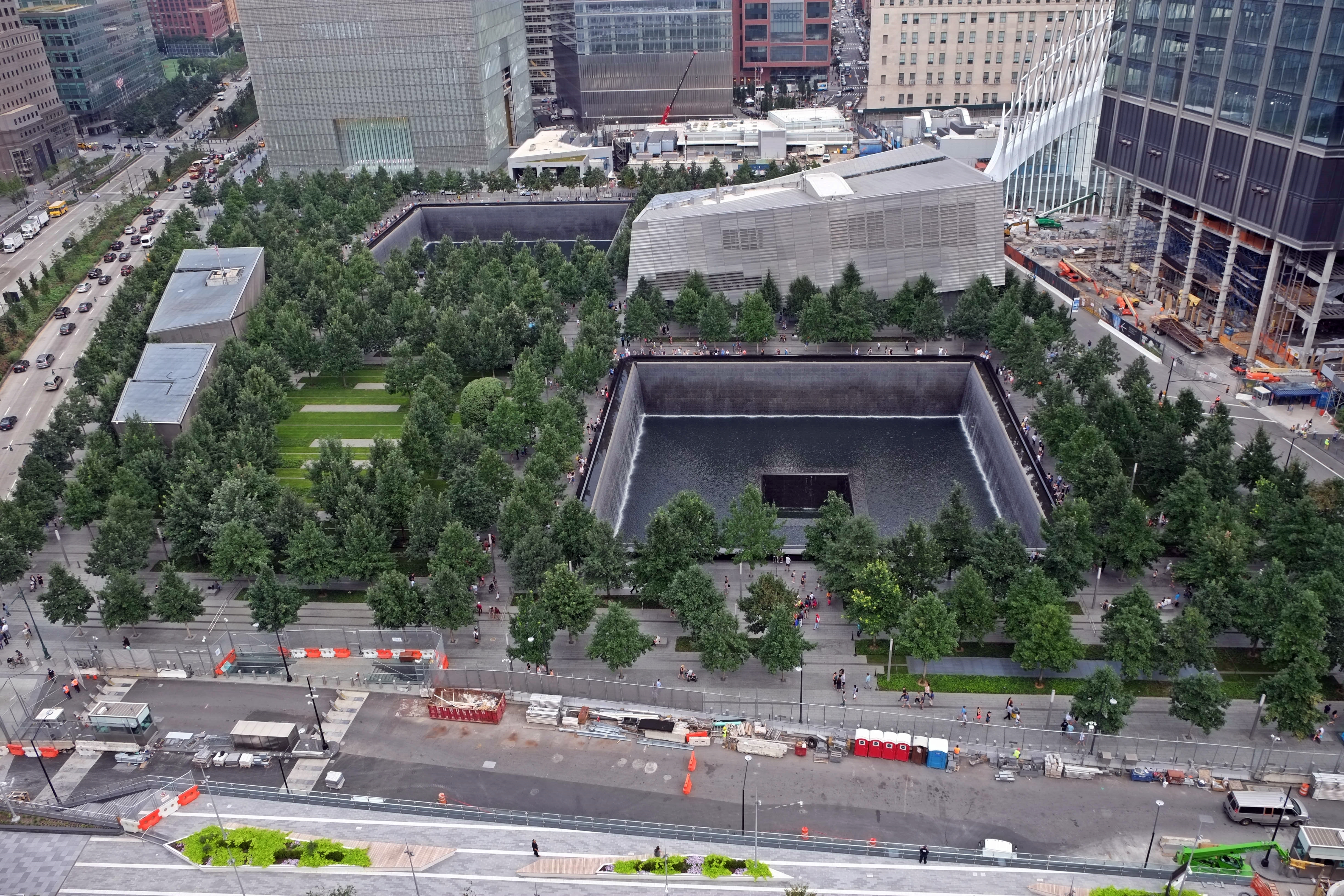
Memorial & Museu Nacional do 11 de Setembro em Nova Iorque.

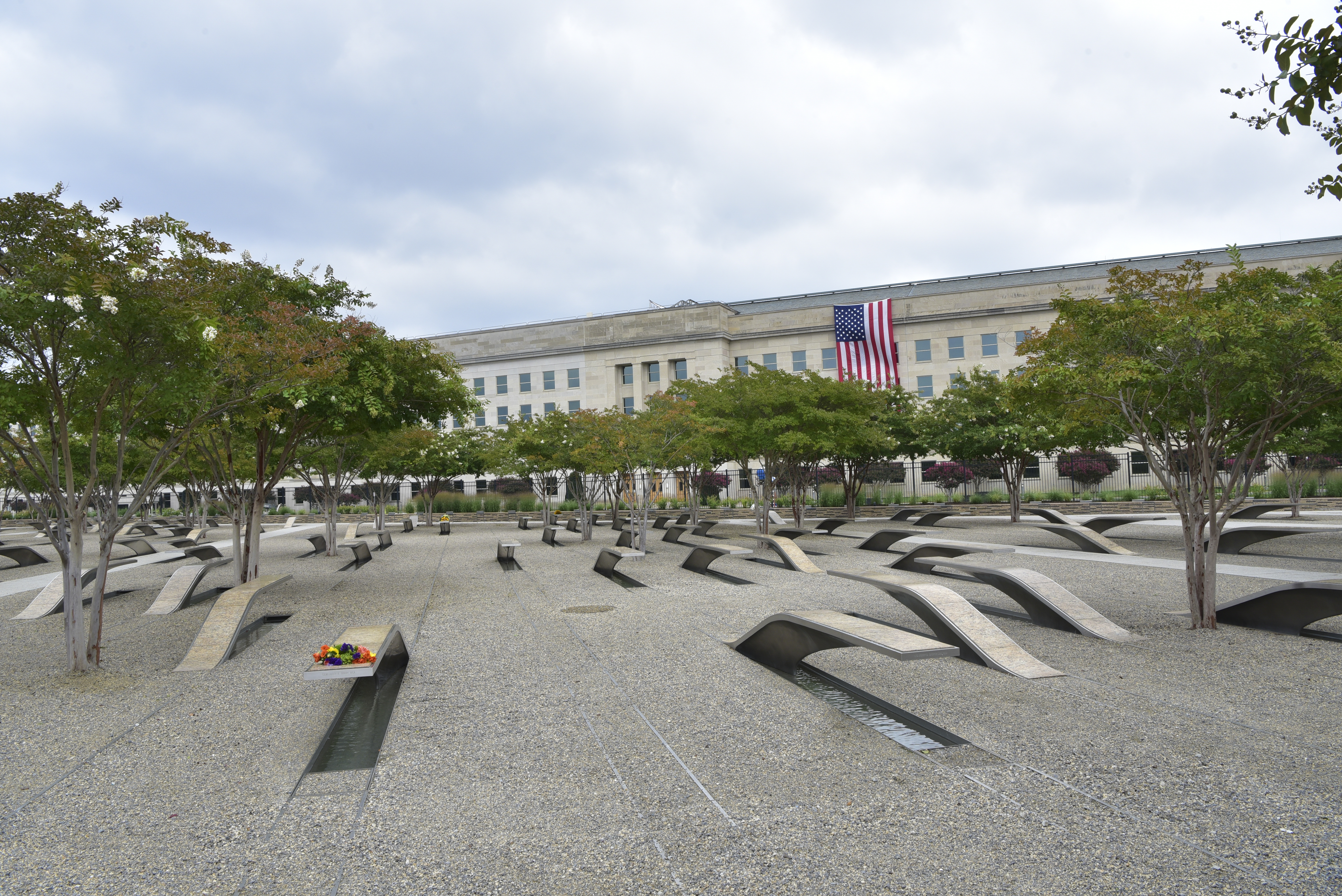
Memorial do Pentágono, no Condado de Arlington, Virgínia.

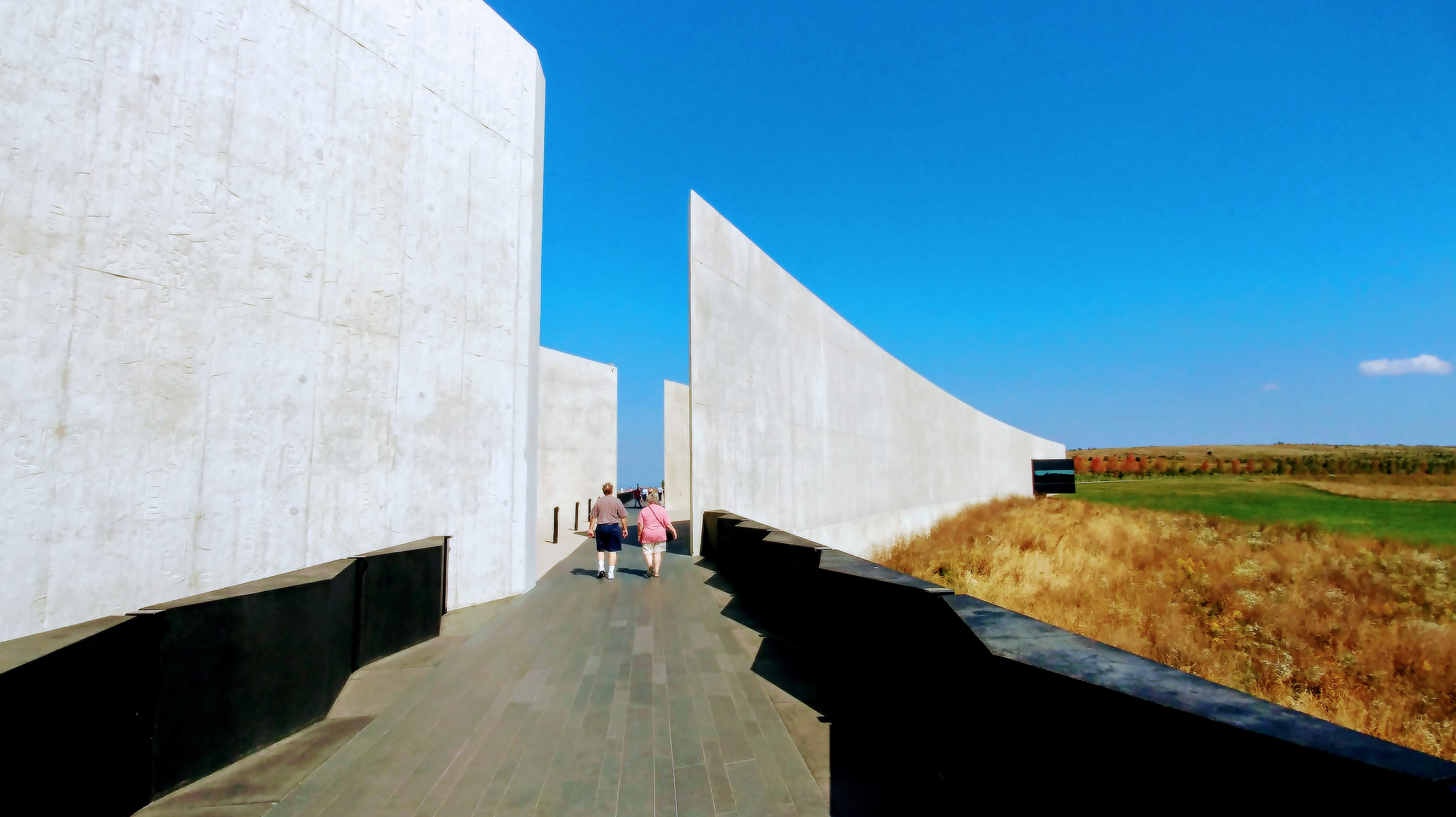
Memorial Nacional do Voo 93, na região de Shanksville, Pensilvânia.

Nos dias que se seguiram aos ataques, muitos memoriais e vigílias foram realizadas ao redor do mundo. Além disso, as fotos foram colocadas em todo o Ground Zero. Uma testemunha descreveu ser incapaz de "se afastar dos rostos de vítimas inocentes que foram mortas. Suas fotos estão em toda parte, em cabines telefônicas, postes de luz, paredes de estações de metrô. Tudo o que me fez lembrar de um grande funeral, as pessoas caladas e tristes, mas também muito bom. Antes, Nova Iorque me dava uma sensação de frio, agora as pessoas estavam chegando para ajudar umas as outras.".
Um dos primeiros memoriais foi o "Tribute in Light", uma instalação de 88 holofotes no local onde ficavam as torres do World Trade Center que projeta duas colunas verticais de luz no céu.
Em Nova Iorque, a concorrência pelo Memorial do World Trade Center realizou-se a concepção de um memorial apropriado no local. O desenho vencedor, Refletindo Ausência, foi selecionado em agosto de 2006 e consiste em um par de espelhos d'água no local onde estavam das torres, cercado por uma lista dos nomes de vítimas em um espaço memorial no subsolo, além de um museu.
Muitos outros monumentos permanentes foram construídos em outros lugares e bolsas de estudo e caridade foram estabelecidas para as famílias das vítimas, junto com muitas outras organizações e números privados.
O Memorial do Pentágono foi concluído e aberto ao público durante o sétimo aniversário dos ataques, em 11 de setembro de 2008. Trata-se de um parque com 184 bancos de frente para o Pentágono. Quando o Pentágono foi reparado entre 2001 e 2002, uma capela privada e um memorial no interior foram incluídos, situada no local onde o voo 77 se chocou contra o edifício.
Em Shanksville, o Memorial Nacional do Voo 93 está previsto para incluir um bosque esculpido de árvores formando um círculo em torno do local do acidente, dividido pelo caminho do avião, enquanto sinos de vento carregarão os nomes das vítimas. Um memorial temporário está localizado a 457 metros do local do acidente. Os bombeiros de Nova Iorque doaram um memorial para o Corpo de Bombeiros Voluntários de Shanksville. É uma cruz de aço do World Trade Center montada em cima de uma plataforma em forma de pentágono. Foi instalado fora do quartel em 25 de agosto de 2008.

## Reconstrução

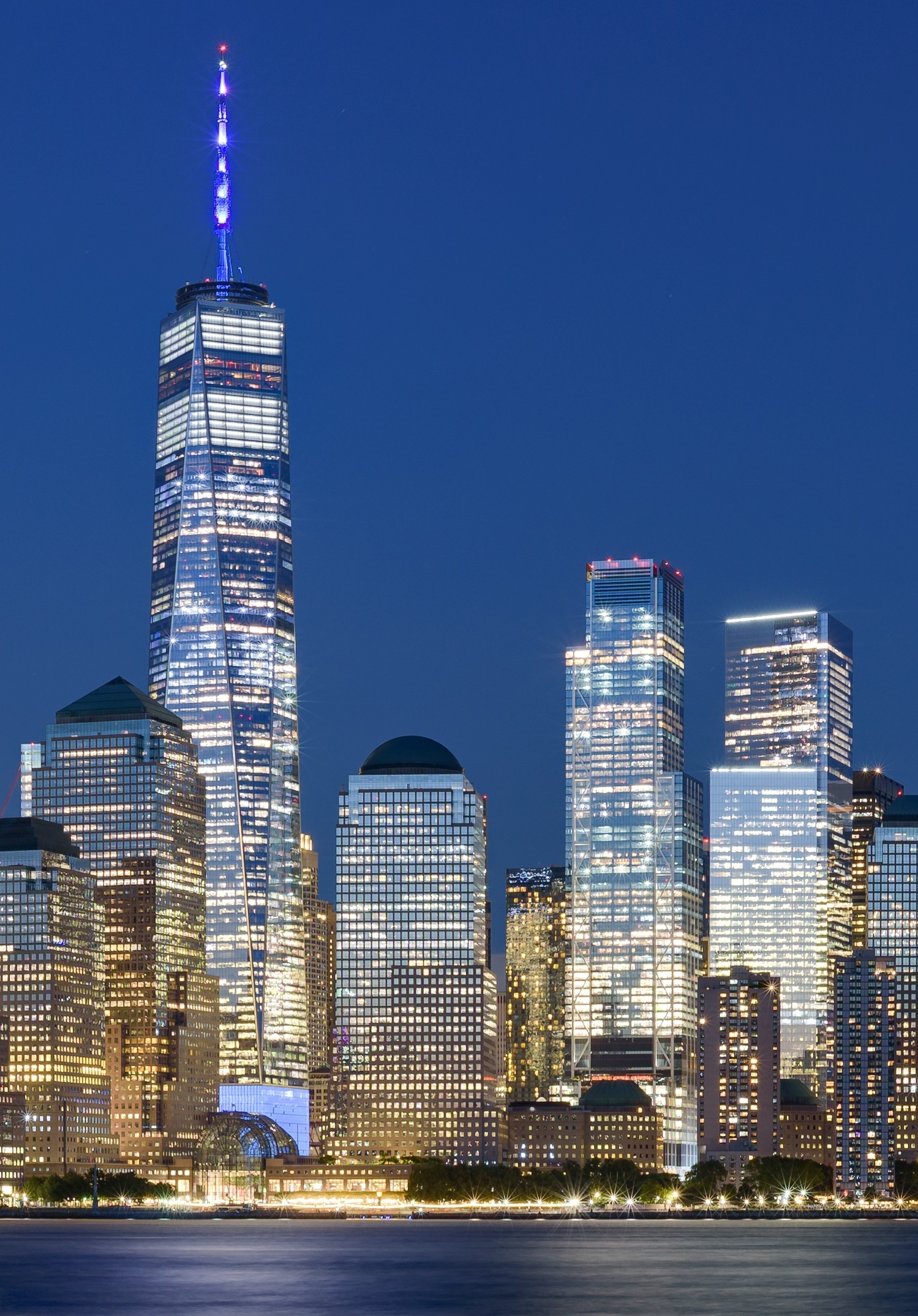
Vista do novo complexo do World Trade Center.

No dia dos ataques, o então prefeito de Nova Iorque, Rudy Giuliani, proclamou, "Nós vamos reconstruir. Nós vamos sair dessa mais fortes do que antes, mais fortes politicamente, economicamente mais fortes. A linha do horizonte será feita toda de novo.".
A Lower Manhattan Development Corporation, empresa responsável pela coordenação dos esforços de reconstrução no local do World Trade Center, foi criticada por fazer pouco com o financiamento direcionado para o enorme esforço de reconstrução.
Além da construção do World Trade Center 7, junto ao local principal e concluído em 2006, e da Estação PATH, que abriu no final de 2003, o trabalho na reconstrução do local principal do World Trade Center foi adiado até final de 2006, quando o arrendatário Larry Silverstein e a Autoridade Portuária de Nova Iorque e Nova Jérsei chegaram a um acordo sobre o financiamento dos novos edifícios. A One World Trade Center está em construção no local e, com 541 metros após a conclusão em 2011, se tornará um dos edifícios mais altos na América do Norte, perdendo apenas para a CN Tower em Toronto, Canadá.
No local do World Trade Center, mais três torres estão sendo construídas à leste de onde as torres originais estavam. Embora a construção de todas as três torres já tenha começado, elas estão previstas para serem concluídas pouco depois da conclusão do One World Trade Center. A seção danificada do Pentágono foi reconstruída e ocupada dentro de um ano após os ataques.